# Хронологія протестів у Білорусі (2020—2021)
Ця стаття містить хронологію основних подій, що відбувалися під час протестів у Білорусі у 2020-2021 роках, пов'язаних із ковідом, президентськими виборами та -подальшими подіями.

## 2020

### До виборів (травень— початок серпня)

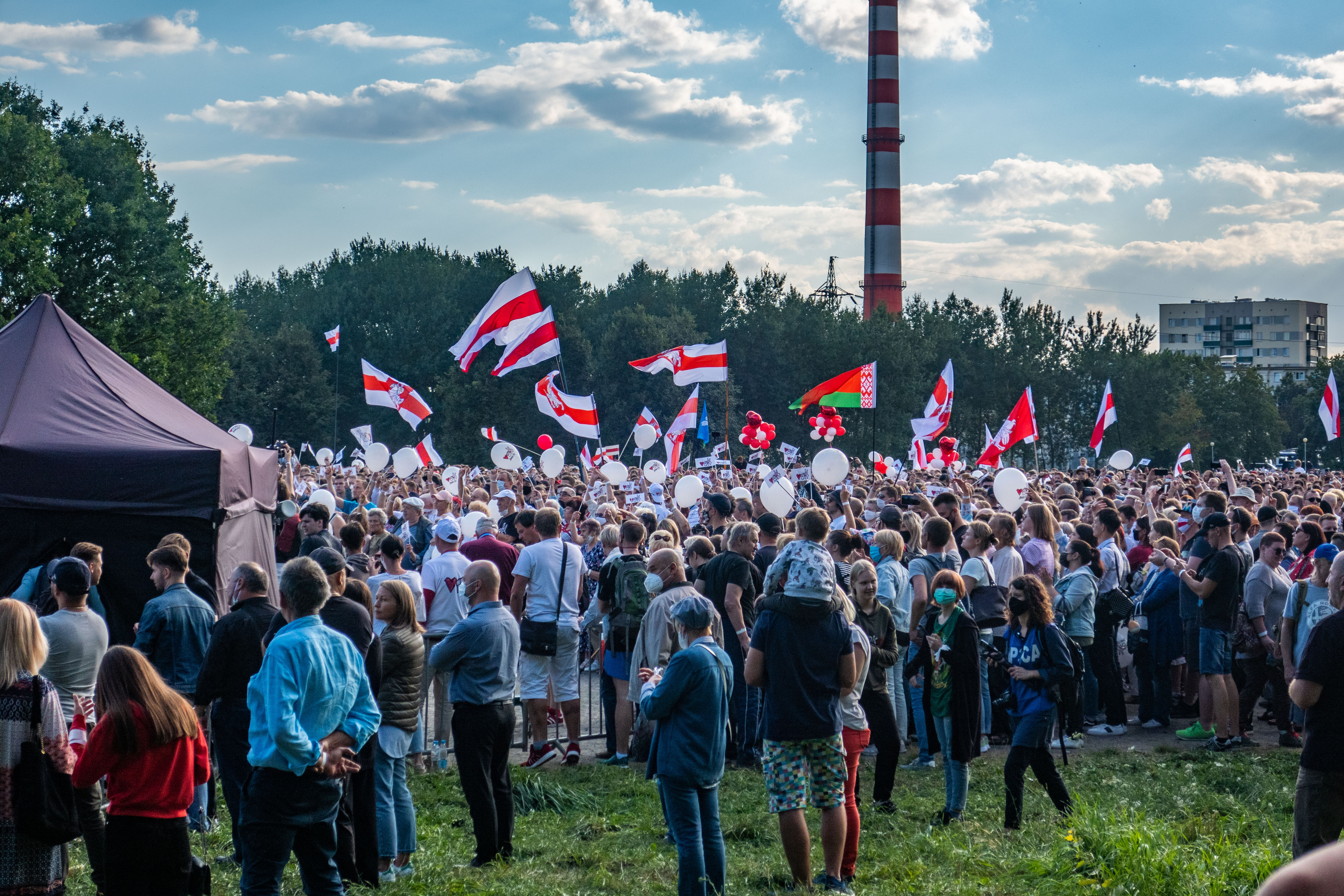
Мітинг у Мінську 30 липня 2020

Події, пов'язані з тиском на опозицію, викликали суспільний резонанс. Початком протестів прийнято вважати мітинг, організаний Сергієм Тихановським у Мінську 24 травня; подія зібрала близько 500 осіб. На той час Тихановському вже відмовили в реєстрації ініціативної групи, тож він закликав підтримати свою дружину Світлану. Сергій Тихановський мав намір активізувати суспільство для бойкоту виборів.
Під час кампанії зі збору підписів за Тихановську та Бабарика люди шикувалися у величезні черги. Після недопущення до виборів Бабарика 14 липня в Мінську відбулися «несанкціоновані» протести, проти яких влада використала ОМОН, частину учасників було затримано.
Після того, як ЦВК зареєструвала кандидатуру Світлани Тихановської, її агітаційні зустрічі в столиці та регіонах стали збирали в середньому 10 тисяч осіб, а найбільший мітинг 30 липня зібрав, за оцінками правозахисників, 63 тисячі осіб.
6 серпня Тихановська не змогла організувати анонсований мітинг у Мінську, тому що всі місця для агітації були зайняті державними заходами. Кілька тисяч прихильників Тихановської зібралися на одному з заходів у Київському сквері на один із державних заходів. Звукоінженери включили пісню Віктора Цоя «Перемен», через що їх заарештували. Пісня стала одним із символів протесту.
В останні дні перед виборами 7—8 серпня відбувалися різного роду «несанкціоновані» акції солідарності і, відповідно, масові затримання. Зокрема, в ці дні проходили акції автомобілістів, які організовано сигналили на центральних проспектах Мінська, демонструючи білі браслети на руках (символ підтримки опозиції). ОМОН та люди в цивільному хапали перехожих та велосипедистів, які виражали підтримку протесту.
З 8 серпня в Білорусі почалися проблеми з доступом до інтернету. Офіційна влада пояснила це «зовнішнім втручанням», але експерти вказували на монополію влади в контролі над інтернетом в країні. Користувачі не мали стабільного доступу до основних соцмереж, месенджерів та пошукових систем.

### Серпень

#### Перші дні після виборів і спроба придушення протесту (9-12 серпня)

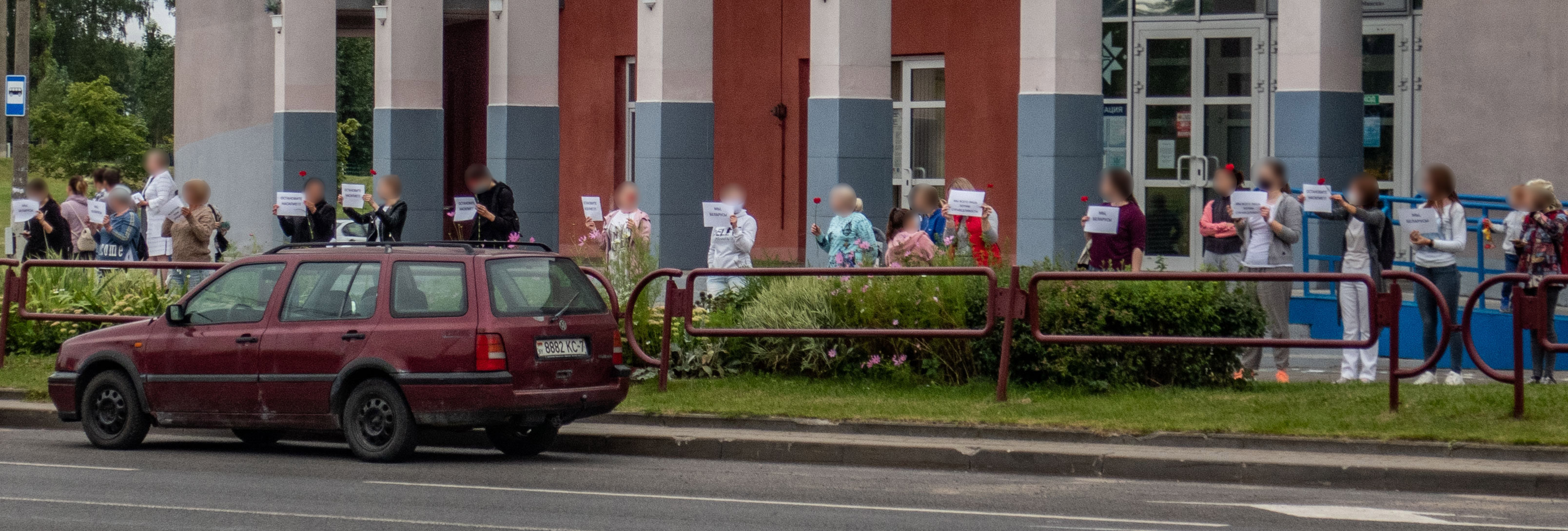
Один із «жіночих» протестів у Мінську

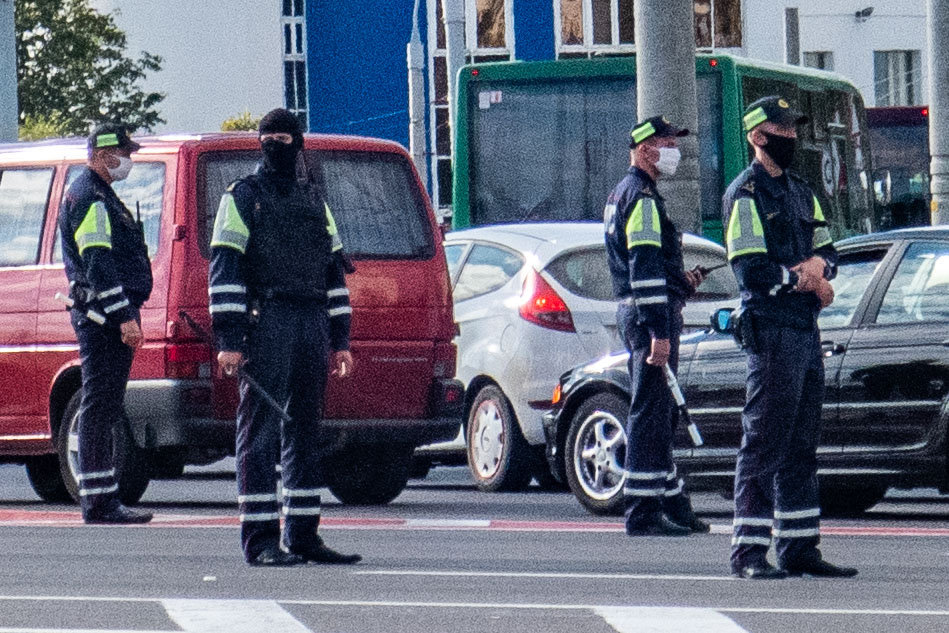
Троє працівників ДАІ та інший працівник перекривають дорогу

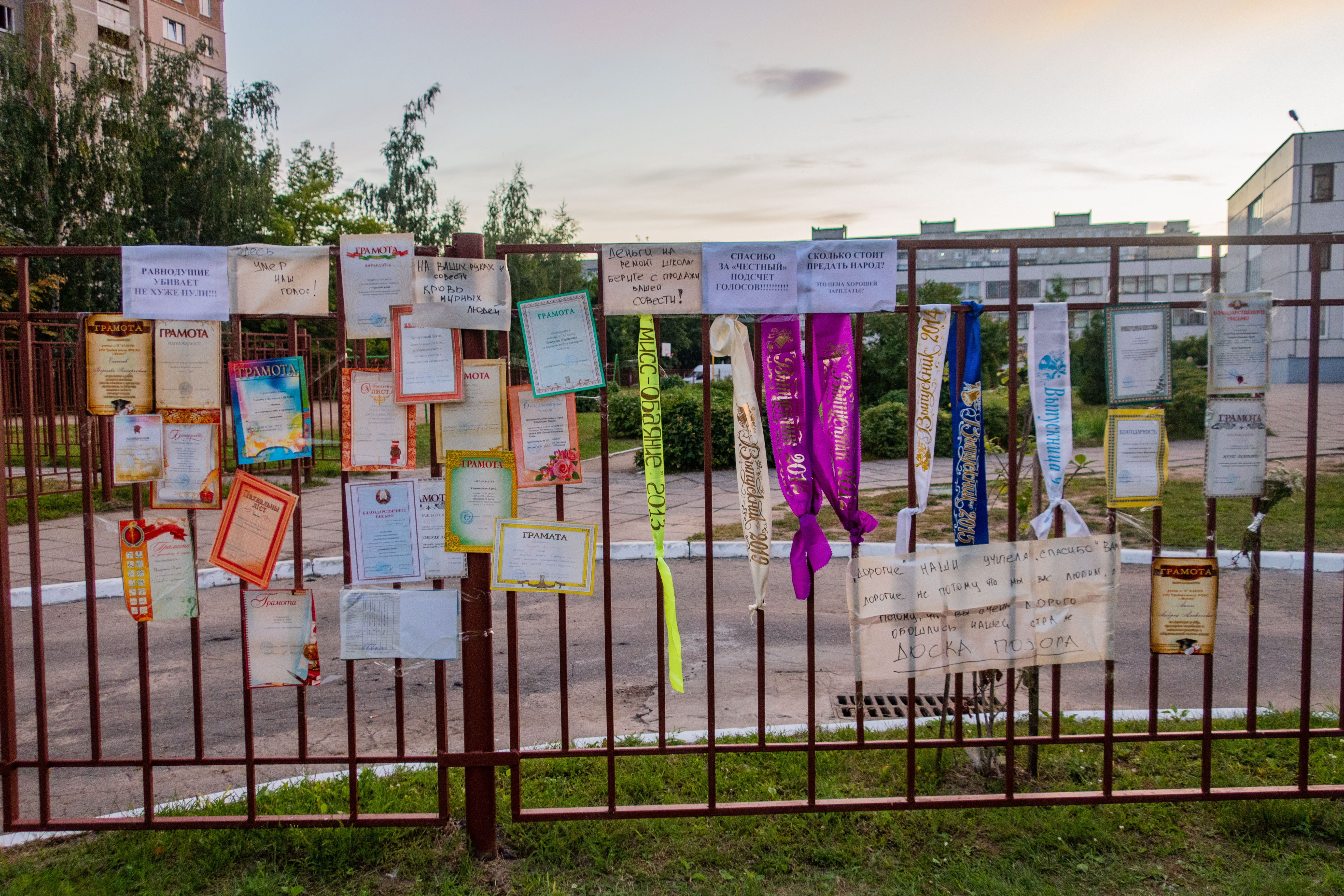
Одна з «дошок ганьби» в Мінську: випускники та батьки вивішують на шкільні паркани стрічки випускників і видані школою грамоти на знак протесту проти масових фальсифікацій голосів на виборчих дільницях у школах за участі вчителів.

Ввечері 9 серпня з'явилися перші офіційні екзит-поли. За їхніми даними, Лукашенко набрав майже 80 % голосів, а Тихановська — менше 7 %. У відповідь на це одночасно по всій країні почалася нова хвиля протестів. В країні частково відключили інтернет та мобільний зв'язок. Увечері перестали працювати новинні сайти. ОМОН та внутрішні війська застосували силу проти демонстрантів, протести почали розганяти водометами, сльозогінним газом і світлошумовими гранатами. У Мінську по протестувальниках стріляли гумовими кулями, були поранені; автомобіль спецтехніки в'їхав у натовп протестувальників, троє отримали важкі травми. За різними даними, пораненими було заповнено два відділення військового шпиталю.
За даними МВС, станом на 10 серпня затримано близько 3000 осіб. У трьох містах Білорусі (Кобрині. Ліді та Івацевичах.) міліція та ОМОН відмовилися застосовувати силу проти мирних протестів.
Ввечері 10 серпня люди знову почали збиратися в багатьох містах країни. Силовики використовували гумові кулі та світлошумові гранати. В деяких місцях протестувальники почали зводити барикади. З'явилася перша жертва — біля станції метро «Пушкінська» загинув чоловік (нібито вибуху світлошумової гранати, але через кілька днів стало відомо, що його поранили пострілом).
У Бересті та Пінську силовики опустили щити, а в Бобруйську зняли шоломи. У Бобруйську протестувальники колоною підійшли до міськради із наміром захопити її, але цього не сталося.
Пізніше стало відомо, що 10 серпня Тихановська виїхала до Литви. Вона записала відеозвернення, пояснивши, що самостійно покинула Білорусь, поїхавши до дітей. За словами опозиції, відеозвернення було записано під тиском силовиків у приміщенні ЦВК, куди Тихановська прийшла подати скаргу на фальсифікації підрахунків і звідки її не випускали протягом кількох годин. 14 серпня глава ЦВК Лідія Єрмошина підтвердила, що відео було записано в приміщенні ЦВК і що з Тихановською там розмовляли «високопоставлені представники органів правопорядку».
11 серпня було оголошено загальнонаціональний страйк, до якого приєдналися великі підприємства країни: Мінський маргариновий завод, Мінський електротехнічний завод, Жабінковський цукровий завод, а на БелАЗі та «Гродно Азоті» робітники почали обговорювати формат страйку і конкретні вимоги для підприємства.
Ввечері під час придушення протестів журналісти відзначали особливу жорсткість дій силовиків. Спершу вони розганяли та затримували людей, що прийшли до місця загибелі протестувальника біля метро «Пушкінська», а потім почали прочісувати центральні вулиці та затримувати випадкових перехожих.

#### Початок страйку (12—16 серпня)

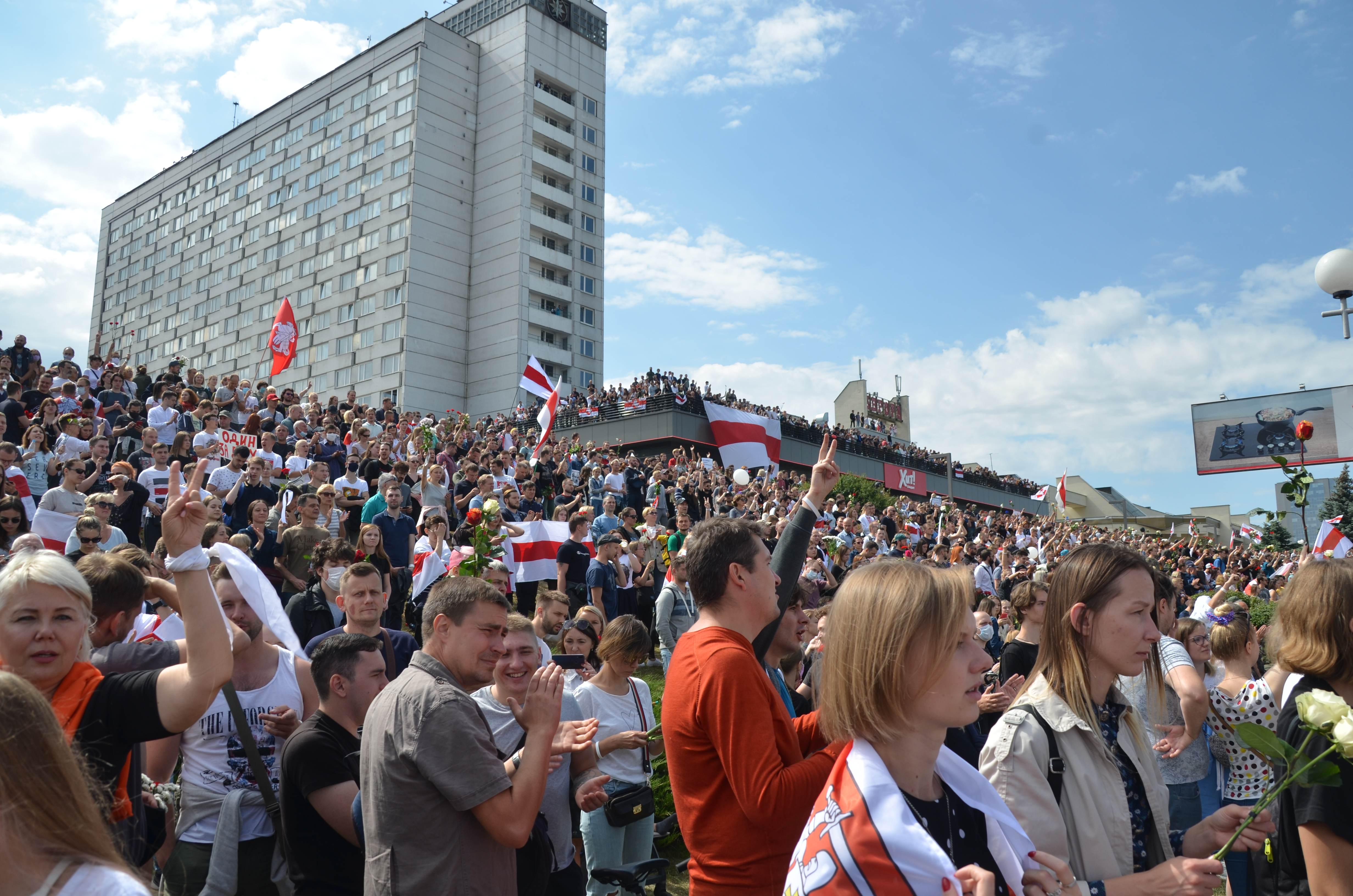
Мітинг пам'яті Олександра Тарайковського, метро Пушкінська, 15 серпня 2020

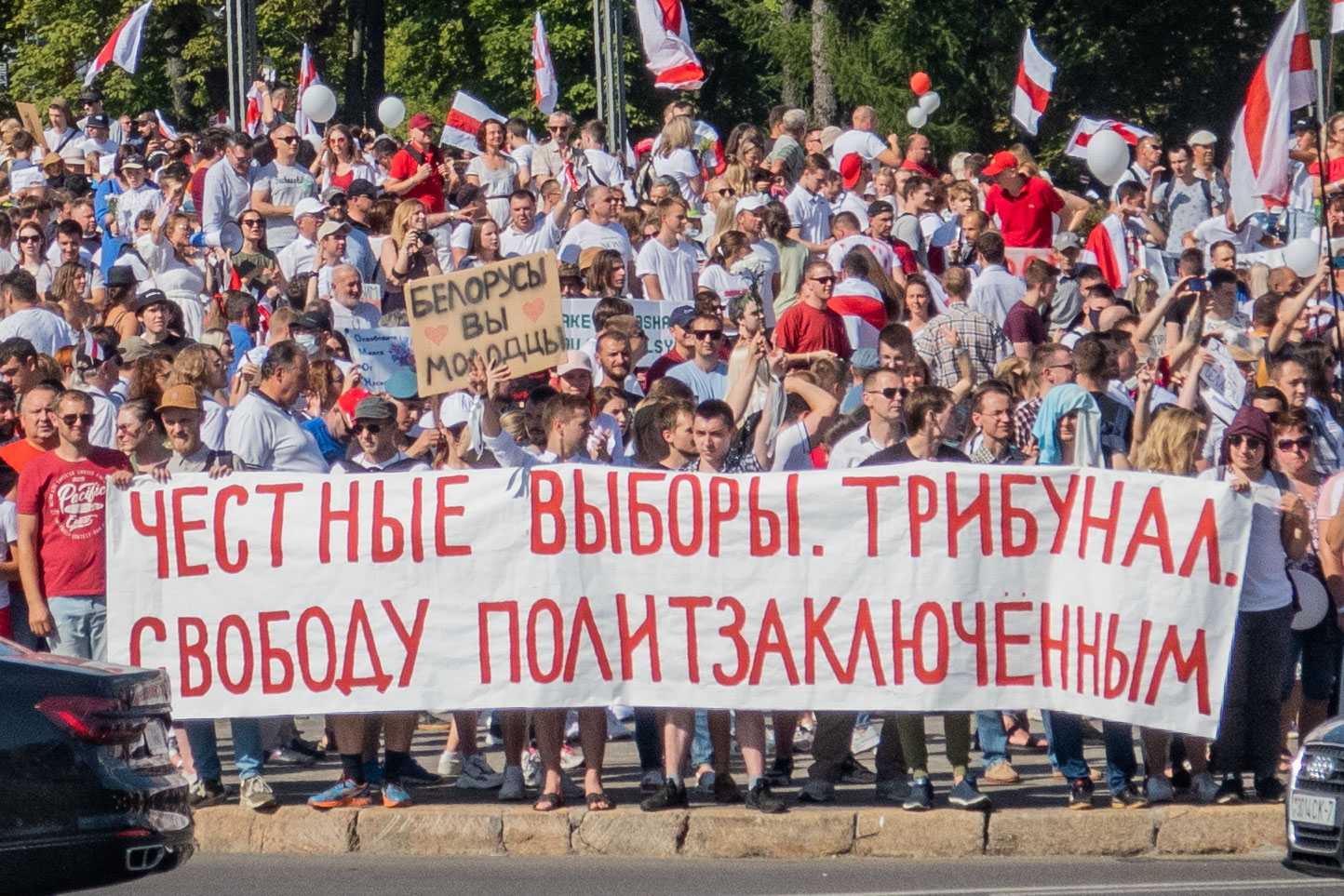
Гасла протесту: «Чесні вибори. Трибунал. Свободу політв'язням»

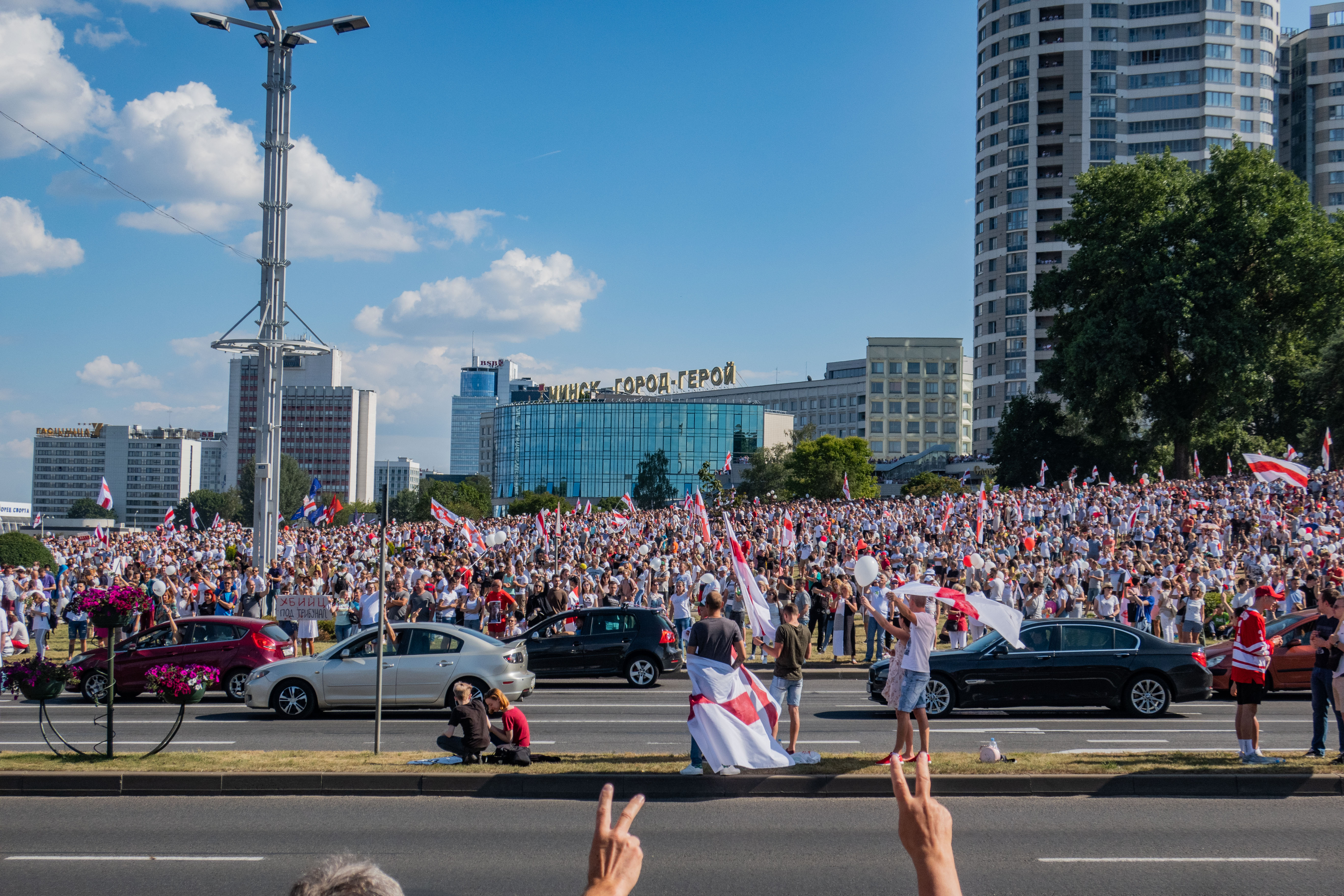
«Марш свободи» в Мінську 16 серпня 2020

12 серпня основною формою протесту стали акції солідарності та живі ланцюги. Жінки (часто лише в білому) стояли довгими шеренгами з квітами в руках і закликали силовиків припинити насилля, автомобілісти підтримували їх сигналами. Біля місць перебування затриманих (зокрема біля «Волода́рки») збиралися їхні родичі та небайдужі громадяни. Стало відомо про ще одну жертву — в Гомелі матері затриманого 10 серпня хлопця повідомили, що він мертвий. Цього дня було затримано щонайменше 700 людей. На 19:00 було заплановано масове блокування доріг, але силовики змогли розчистити дороги. До учасників акції біля Білоруського державного медуніверситету в Мінську приїхав міністр охорони здоров'я Володимир Каранік. Він запросив їх на розмову до актової зали університету, але медики відмовилися.
В Білорусі частково відновив роботу інтернет. З'явилося кілька флешмобів, зокрема колишні військові та спецпризначенці викидали свою форму на знак протесту проти насилля, деякі міліціонери подавали у відставку. Кілька журналістів державних телеканалів звільнилися.
13 серпня до оголошеного раніше страйку приєдналася низка підприємств, загалом понад 20 великих підприємств (зокрема, МАЗ та БелАЗ, а також Мінський тракторний завод (МТЗ), Мінський керамічний завод («Керамін»), завод «Інтеграл», ВАТ «Хімволокно», «Гродноміськбуд», ВАТ «Белкард», «Гродно Азот», «Гефест» та ін.). У Жодині працівники автобусного заводу БелАЗ поспілкувалися з мером Дмитром Заблоцьким, вимагаючи прибрати з вулиць ОМОН і військових, а також не передавати автобуси силовикам. Пізніше на БелАЗ приїхав міністр промисловості Петро Пархомчик, який грубо наказував робітникам повертатися до роботи.
До акцій солідарності приєдналися залізничники та медики (працівники Республіканського науково-практичного центру «Кардіологія» в Мінську, Четвертої столичної лікарні, столичної Лікарні швидкої допомоги і студенти Гродненського медичного університету). До вимог перерахувати голоси на виборах приєдналися також Білоруська державна філармонія і Національний художній музей Білорусі.
В офіси компанії UBER та російської компанії Яндекс. Таксі у Мінську увірвалися невідомі люди зі зброєю, ці сервіси перестали працювати через блокування з 9 серпня.
В ніч проти 13 серпня міліція почали випускати затриманих, зокрема, з СІЗО на Акрестіна випустили понад 100 осіб. Крім того, міністр МВС Білоруси Юрій Караєв попросив вибачення за травми випадкових людей, які їм нанесли міліціянти. Посли країн ЄС поклали квіти на місце загибелі першої жертви протистояння біля станції метро «Пушкінська».
14 серпня до страйку приєдналися нові підприємства, зокрема Білоруськалій, Мінський тракторний завод, «Білшина» та інші. На страйк вийшли також всі категорії працівників Мінського метрополітену: від співробітників депо до інженерних служб.
Учасники кількох стихійних акцій у Мінську (зокрема робітники МТЗ) рушили колонами до Будинку уряду. Коли площа заповнилася тисячами людей, перед будинком по периметру вишикувались бійці внутрішніх військ, вони опустили щити. Люди пробули на площі до 21-ї години. Протестувальники збиралися й у інших місцях: біля будівлі КДБ, біля метро «Пушкінська», де загинув демонстрант. В Гродні на площі Леніна зібралося понад 20 тисяч осіб, до них вийшов голова міськвиконкому Мечислав Гой. Ніде в країні силовики не перешкоджали проведенню акцій.
МВС заявило про порушення 90 кримінальних справ про масові заворушення 9—13 серпня, назвавши їх «зрежисерованими акціями за участі спеціально підготовлених, навчених „бійців“». Лукашенко провів засідання Ради безпеки, на якому заявив, що протести організували люди з-за кордону, згадавши такі країни, як Польщу, Україну, Нідерланди та Росію. ЦВК оголосило остаточні результати виборів, за якими Лукашенко здобув перемогу (80,1 % голосів проти 10,1 % Тихановської). Лідія Єрмошина заявила про неможливість перерахунку.
Світлана Тихановська заявила про створення Координаційної ради для передачі влади в Білорусі та про готовність вести діалог з Лукашенком. Цей план підтримав Президент Литви Ґітанас Науседа.
15 серпня в Мінську тисячі людей прийшли на акцію пам'яті Олександра Тарайковського, що загинув під час протестів 10 серпня. Пізніше того дня Associated Press опублікувала відео поранення Тарайковського, на якому видно, що його було поранено пострілом; це спростувало версію про вибух гранати. Глава МВС Білорусі Караєв допустив, що в нього могли стріляти з нелетальної зброї.
В різних містах країни люди приходили до міських та обласних адміністрацій, вимагаючи, щоби до них вийшли розмовляти представники влади. Лукашенко повідомив, що він поговорив із Путіним і готовий просити про допомогу у придушенні протестів. МВС Білорусі оголосило в розшук засновника телеграм-каналу NEXTA Степана Путило і експретендента на посаду президента Валерія Цепкала. Того ж дня стало відомо, що найбільше державне медіа країни, Белтелерадіокомпанія, також планує приєднатися до проетстів.
На адмінбудівлі в селі Підгір'я в передмісті Могильова вивісили історичний біло-червоно-білий прапор.
В неділю 16 серпня відбувся анонсований раніше «Марш свободи», що зібрав близько 200 тисяч осіб і став найбільшою в історії Білорусі протестною акцією. Люди пройшли від стели «Мінськ — місто-герой» до площі Незалежності. Під час виступу перед учасниками акції Марія Колесникова озвучила вимогу відставки Лукашенка.
Раніше на тій же площі відбулася акція на підтримку Лукашенка. Вона зібрала близько 30 тисяч осіб (за офіційними даними, 70 тисяч). Журналісти вказували, що на акцію масово звозили бюджетників із регіонів. Під час свого виступу Лукашенко заявив про неможливість перевиборів.
Масові акції протесту відбулися по всій країні — в Гродні, Гомелі, Бересті, Могильові, Барановичах, Вітебську, Бобруйську, Жлобині, Борисові, Пінську, Солігорську, Ліді, Полоцьку. В Бересті до протестувальників вийшов мер, його освистали. В Гомелі відбулося прощання з Олександром Вихором, що загинув під час розгону акцій протесту в Гомелі.

#### Друга половина серпня

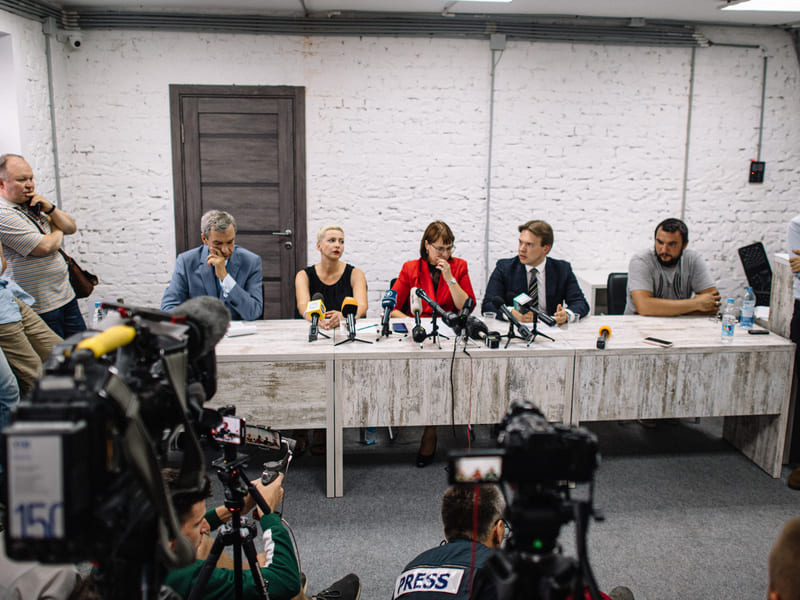
Перша пресконференція Координаційної ради, 18 серпня 2020.

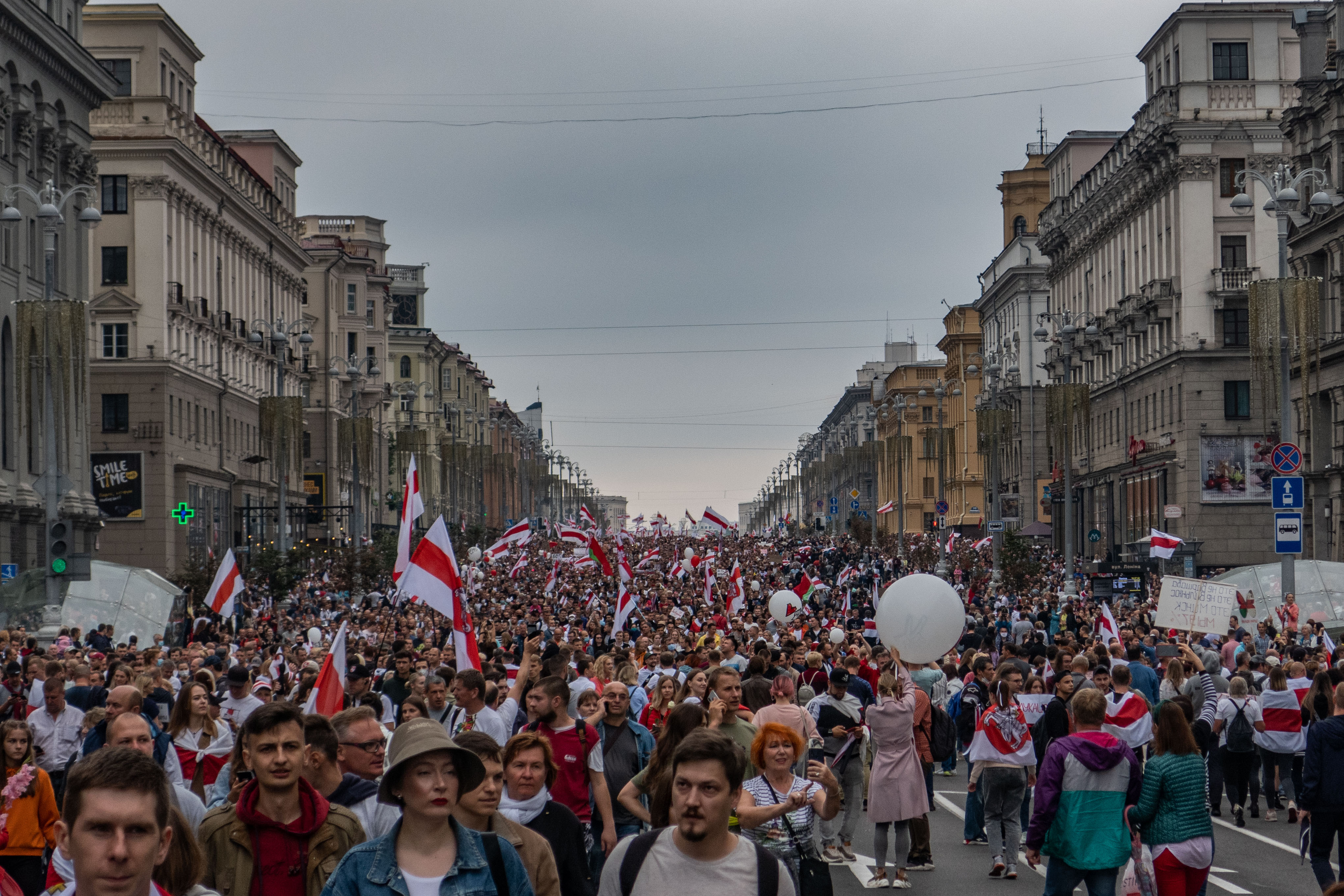
«Марш вільної Білорусі» в Мінську 23 серпня 2020.

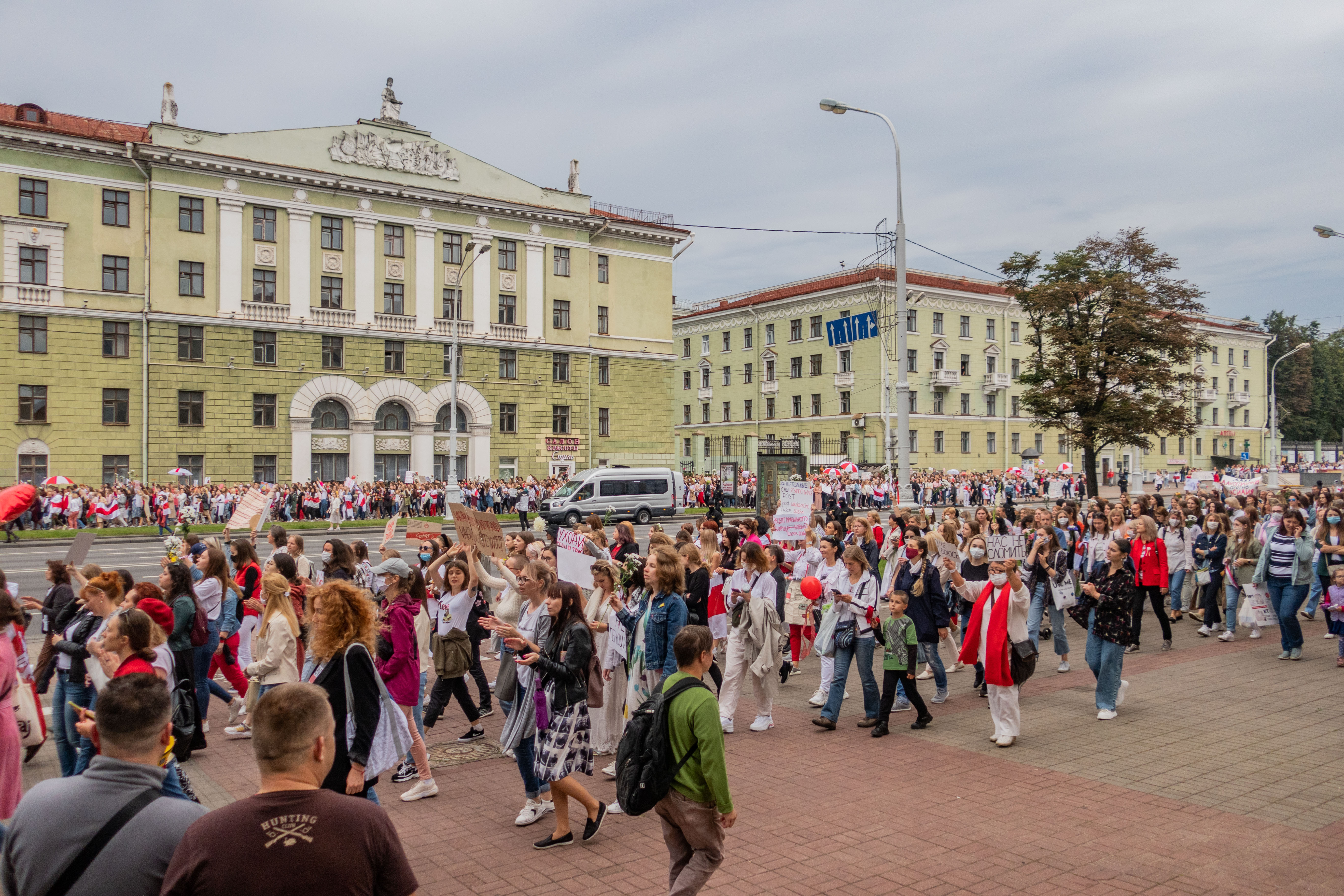
Жіночий марш 29 серпня 2020.

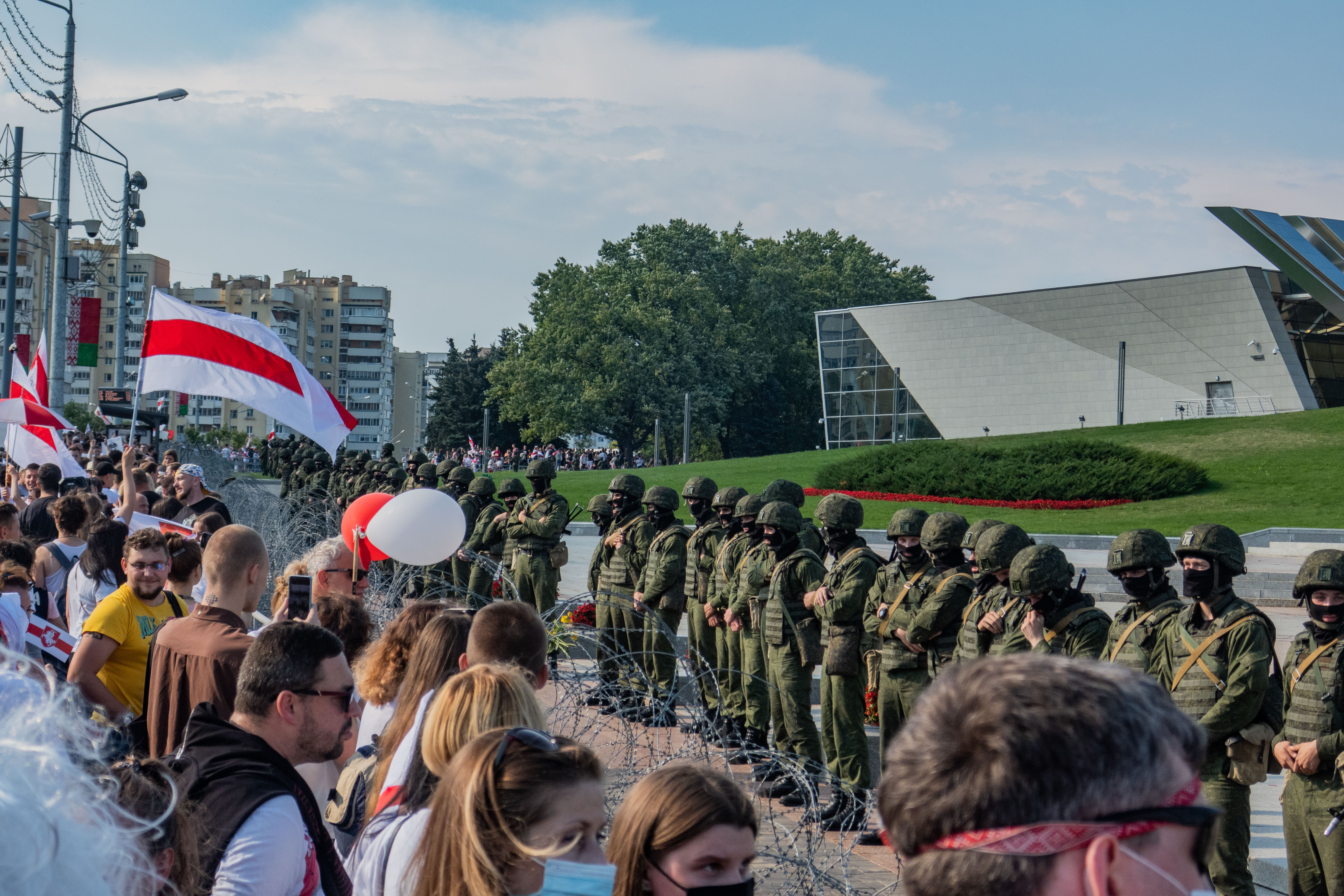
«Марш миру та незалежності» в Мінську 30 серпня 2020.

17 серпня по всій території Білорусі тривав страйк, до якого приєдналися державна Белтелерадіокомпанія, телеканал «Білорусь 1» і «Радіо Столиця». Великі мітинги відбулися на «Білоруськалії» та «Нафтані».
Лукашенко відвідав Мінський завод колісних тягачів, де зустрівся з протестуючими робітниками. Він заявив про неможливість перевиборів і пригрозив страйкарям звільненнями. Натовп скандував «Іди геть!».
Було звільнено директора Купалівського театру Павла Латушка, що відкрито підтримав протести і увійшов до Координаційної ради. Євросоюз оголосив, що не визнає переобрання Лукашенка. Генпрокуратура Білорусі заявила, що відпустили майже всіх затриманих демонстрантів, у застінках КДБ, за їхніми словами, лишилось 122 людини.
18 серпня Конгрес демократичних профспілок створив Національний страйковий комітет, що має на меті координувати страйкарів і допомагати їм фінансово.
В кількох містах, зокрема в Гомелі, Гродні та Могильові відбулися провладні мітинги, що збирали, за оцінками ЗМІ, 5—10 тисяч осіб. ЗМІ повідомляли, що деякі працівники організацій зізнавалися в тому, що їх змушували їхати на ці мітинги і погрожували звільненням за відмову.
Члени Координаційної ради при Тихановській провели в Мінську першу пресконференцію. Лукашенко заявив, що створення Координаційної ради — це спроба захоплення влади.
Канцлерка Німеччини Ангела Меркель провела розмову з президентом РФ Путіним. Німецька сторона наголосила на неприйнятності насилля з боку влади щодо громадян, а російська — на невтручанні інших країн у ситуацію в Білорусі.
19 серпня демонстранти в Мінську почали збиратися біля будівлі МВС. Працівники БТ, що приєдналися до страйку, повідомили, що їх замінили працівниками з Росії. Силовики розігнали протест перед входом на МТЗ, двох затримали.
Лукашенко призначив новий уряд, де зберегли посади всі ключові фігури: Прем'єр-міністр Роман Головченко, міністр МЗС Володимир Макей, міністр МВС Юрій Караєв, голова Мінінформації Ігор Луцький та міністр охорони здоров'я Володимир Караник. Литва запровадила санкції проти Лукашенка та його оточення.
20 серпня зник працівник «Білоруськалію» Дмитро Куделевич, що входив до страйккому. Затримали іншого представника страйккому, Максима Філановича. Платформа «Голос», що займалася паралельним підрахунком голосів, опублікувала звіт на основі 1310 протоколів, згідно з якими Тихановська набрала понад 81 % голосів.
21 серпня в Мінську утворили «Ланцюг покаяння» завдовжки 13 км від урочища Куропати, де в 1930-х роках НКВС розстріляв тисячі людей, до ізолятора на Акрестіна. Ввечері в різних районах Мінська відбувалася акція «Затори солідарності»: водії зупинялися і сигналили або повільно їхали, створюючи затори.
Страйкком «Білоруськалію» повідомив, що Куделевича затримав білоруський КДБ, однак йому вдалося втекти і він перебуває в Україні. У Білорусі заблокували сайти платформ «Голос» і «Зубр», які займалися паралельним підрахунком голосів. Лукашенко заявив, що шахтарів, які страйкують (зокрема, працівників Білоруськалію), він може замінити українцями, але профспілка українських шахтарів заперечила таку можливість.
22 серпня в Бересті відбулася акція пам'яті Генадія Шутова, учасника протестів, що загинув у місті від вогнепального поранення.
Лукашенко змінив керівництво Гродненської області, яке йшло на поступки протестувальникам (дозволило організовувати мітинги на центральних площах, виділило регіональний телеефір тощо); новим губернатором він призначив колишнього міністра охорони здоров'я Караніка. Під час мітингу в Гродні Лукашенко заявив, що кадри з побитими протестувальниками постановочні, закликав пробачити міліціянтів, якщо вони були десь не праві і доручив силовикам зупинити протести протягом двох днів.
В цей день у Білорусі заблокували низку інформаційних сайтів, що активо висвітлювали протести (зокрема «Радіо Свободу», «Європейське радіо для Білорусі», «Белсат», «Салідарнасць», Udf.by, «Вітебський кур'єр», «Виртуальный Брест», The Village, а також сайти правооборонних організацій, політичних партій і громадських ініціатив). Слідчого Андрія Остаповича, що звільнився на знак протесту проти насилля, затримали в Росії.
23 серпня в Гомелі, Гродні, Могильові, Бересті, Мінську та інших містах відбувалися акції та мітинги. У Мінську пройшов «Марш нової Білорусі», у якому взяли участь понад 100 тисяч осіб. Люди дійшли до Палацу незалежності, де дорогу перекрили силовики. Натовп розвернувся і поступово розійшовся. Лукашенко прилетів на вертольоті з автоматом АКС-74У у військовій формі, з ним був молодший син Микола, також у формі та зі зброєю. Лукашенко назвав марш «спробою штурму». В Литві утворили живий ланцюг від Вільнюса до білоруського кордону, у Латвії — вздовж білоруського кордону.
24 серпня міліція затримала голову страйкового комітету заводу Білоруськалій Анатолія Бокуна, а всім членам страйкового комітету було висунуто звинувачення в несанкціонованої діяльності. Також затримали членів президії Координаційної ради Ольгу Ковалькову і Сергія Дилевського, їх звинуватили в організації несанкціонованих масових заходів. Координаційна Рада закликала білорусів ініціювати процедуру відкликання депутатів парламенту та місцевих рад. Також Лукашенко звільнив посла Білорусі в Словаччині Ігоря Лещеню, який підтримав протести.
25 серпня в центрі Мінська одночасно проходили акції протесту та акції на підтримку Лукашенка. Протестувальники зібралися на площі Незалежності, їх було бл. 5 тисяч; акцію присвятили 29-й річниці проголошення незалежності Білорусі. До площі почали стягувати військову техніку. Увечері міліція та ОМОН затримали частину учасників. Акція на підтримку Лукашенка біля Комаровського ринку зібрала бл. тисячі людей. У Гродні відбувся мітинг біля управління міліції, протестувальники вимагали звільнити затриманих 28 співробітників «Гродно Азоту». Затриманих відпустили, а коли учасники акції почали розходитися, їх стали затримувати люди в штатському. Почалася бійка, під час якої ОМОН застосував сльозогінний газ.
Членів президії Координаційної ради Сергія Дилевського, який також очолює страйкком Мінського тракторного заводу, та Ольгу Ковалькову заарештували на 10 діб. Голова Конституційного суду Білорусі Петро Міклашевич заявив, що Координаційна рада є неконституційною.
26 серпня голову страйкового комітету Мінського заводу колісних тягачів Олександра Лавриновича засудили до 10 діб адміністративного арешту. На знак протесту проти тиску на Купалівський театр з нього звільнилися 58 акторів та співробітрників (більше половини трупи), зокрема всі режисери. Також звільнився директор радіо «Столиця» Олег Михалевич, колектив якого звільнився на знак протесту проти насилля на фальсифікації виборів ще 19 серпня. В мінському домі, де до еміграції жила сім'я Цепкалів пройшов обшук.
Ввечері в Мінську влада знову обмежила доступ до інтернету, після чого ОМОН розігнав мітинг у центрі міста, а також заблокував людей всередині Червоного костелу. На знак підтримки протестів, Польща тимчасово дозволила білорусам в'їзд на територію країни без віз.
27 серпня Лукашенко заявив, що скасує відстрочки від обов'язкової служби в армії студентам, що беруть участь в протестах. МОЗ Білорусі звільнило директора Республіканського науково-практичного центру «Кардіологія», академіка НАН Білорусі Олександра Мрочека, чиї підлеглі раніше виходили на пікети та акції проти насилля. В Мінську було затримано близько 50 журналістів, що висвітлювали масові протести. На чотирьох осіб, що відмовилися давати свої смартфони на перевірку, було складено протоколи за участь у несанкціонованій акції. Шведського журналіста зобов'язали протягом доби покинути Білорусь і заборонили в'їзд на п'ять років.
28 серпня біля Купалівського театру знову зібралися люди на знак солідарності з його працівниками та акторами. Артисти на знак протесту виставили біля театрального кафе свої грамоти і подяки. Ввечері протестувальники зібралися в Мінську на площі Незалежності, де вишикувалися в ланцюг солідарності. Схожі живі ланцюги влаштовували протягом дня в різних районах Мінська. Було заблоковано доступ до сайту nn.by (газети «Наша Ніва») та naviny.by, які широко висвітлювали акції протесту.
29 серпня в Мінську відбулася акція «Жіночий ґрандмарш за свободу», в якій взяли участь декілька тисяч жінок та дівчат із квітами, плакатами та прапорами. Акцію намагалися зупинити міліція, ДАІ та ОМОН, перекриваючи дорогу колоні, а також закликаючи людей розійтися. Схожі жіночі акції відбулися в Бересті, Гомелі, Заслав'ї, Речиці та інших містах Білорусі.
Декан гуманітарного факультету Полоцького державного університету Денис Кондаков подав у відставку на знак протесту проти дій влади.
30 серпня в день народження Лукашенка в Мінську відбувся «Марш миру та незалежності», що зібрав понад 100 тис. чоловік (за іншими даними, понад 200 тис.) осіб. Колона демонстрантів розтягнулася на понад 3 км. До Палацу Незалежності було стягнуто не менше десяти БТР-80, також у Мінську вперше за час протестів з'явивися БМП. На площі Перемоги влада встановила потужні гучномовці, через які відтворювали радянські пісні. Біля будівлі КДБ сталися сутичні між протестувальниками та працівниками КДБ, внаслідок яких затриманих демонстрантів відпустили. Під час маршу в Мінську було відключено мобільний інтернет. Як заявили мобільні оператори, це було зроблено «у відповідності з розпорядженням відповідних державних органів».
Мирні демонстрації відбулися також у Бересті, Гродні, Ліді, Новополоцьку, Вітебську, Могильові, Вовковиську, Барановичах, Полоцьку, Гомелі, Глибокому, Горках, Бобруйську, Пінську, Жодині, Солігорську, Кобрині, Пружанах, Мозирі, Молодечному, Білоозерську, Орші, Речиці, Жлобині, Ів'ї та інших. Понад 300 білоруських спортстменів, зокрема кілька призерів Олімпійських ігор, звернулися до Лукашенка з відкритим листом, у якому закликали провести нові вибори. За добу в країні було затримано понад 170 мітингувальників.
31 серпня Лукашенко звільнив посла Білорусі в Іспанії Павла Пустового, який до цього виступив за перерахунок результатів виборів. Білоруські прикордонники без пояснення причин відмовили у в'їзді митрополиту Тадеушу Кондрусевичу, главі католицької церкви Білорусі, що різко осудив дії силовиків біля Червоного костелу 26 серпня. Марія Колесникова і штаб Віктора Бабарика оголосив про створення нової політичної партії «Разом». Під час фіналу Кубка Білорусі з футболу серед жінок вболівальники скандували «Іди геть!».

### Вересень

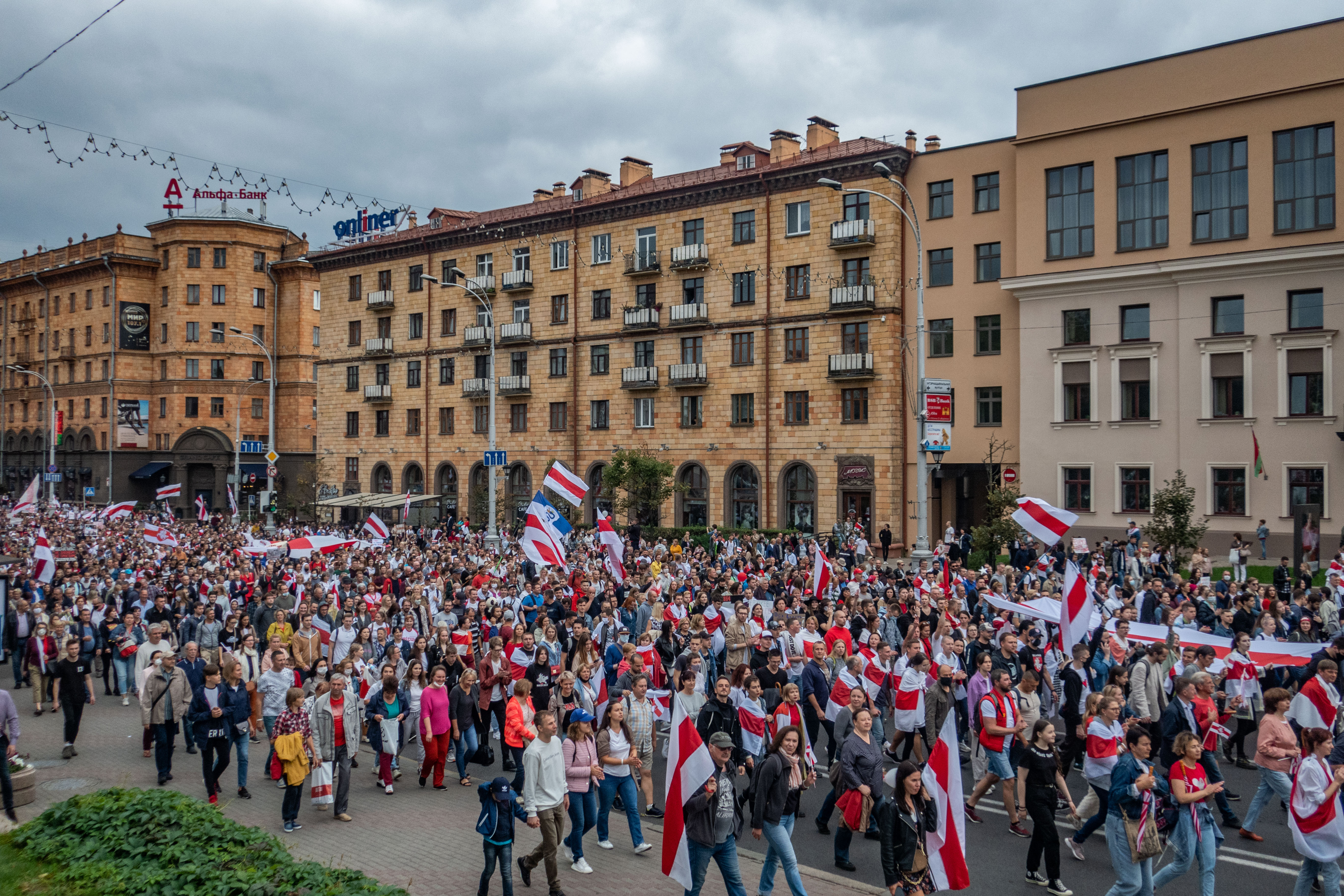
«Марш єдності» в Мінську, 6 вересня 2020

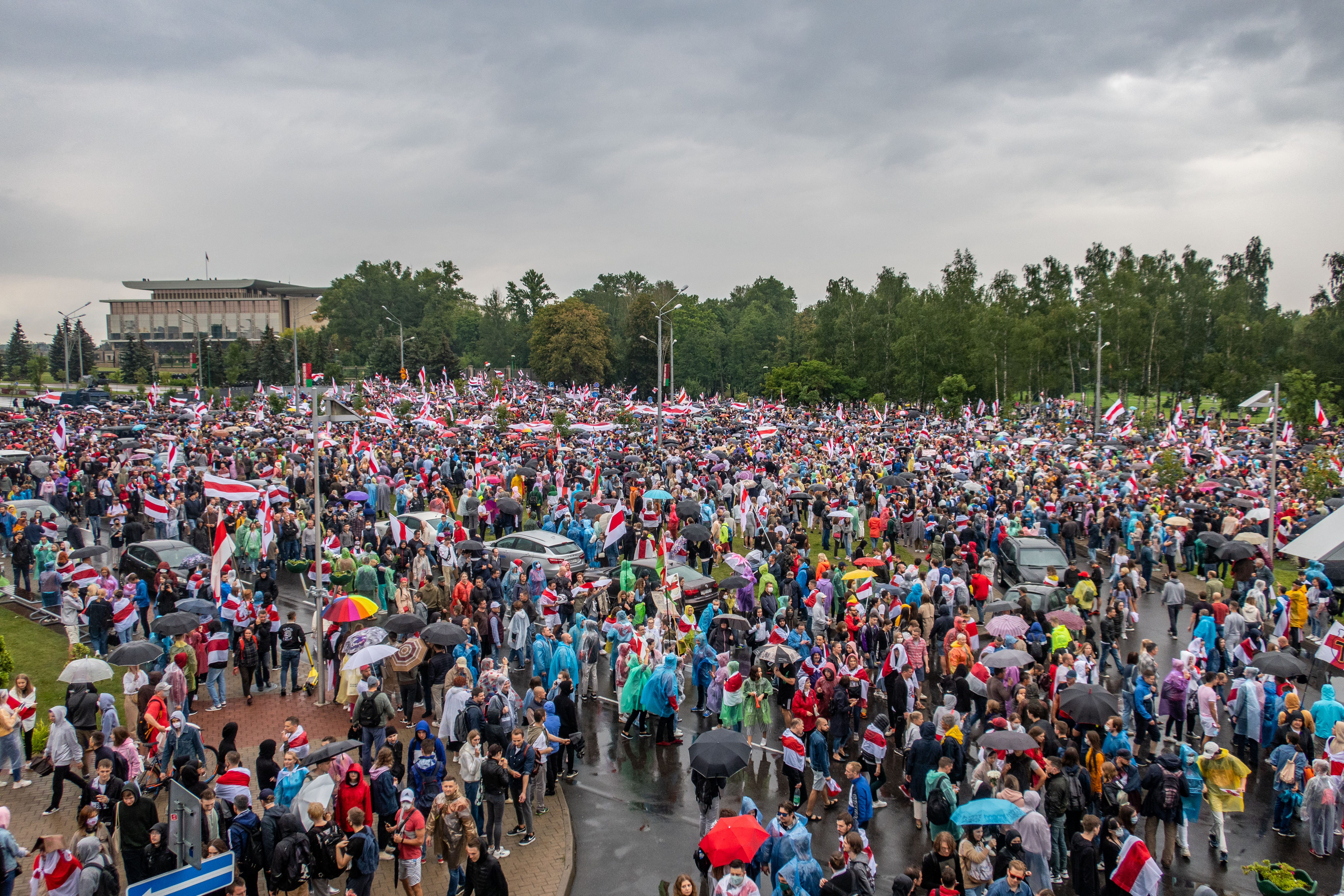
«Марш єдності» в Мінську, 6 вересня 2020

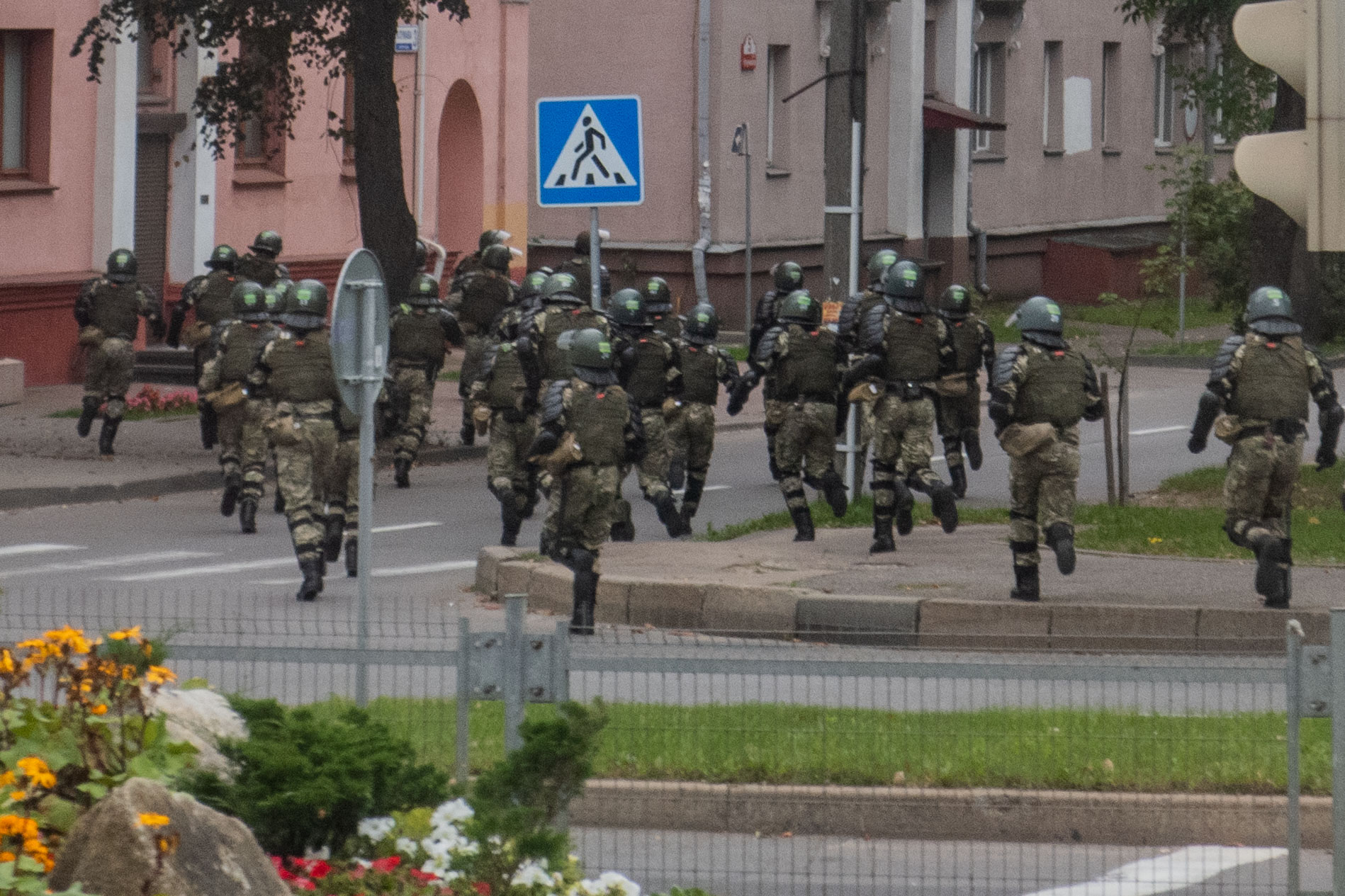
Внутрішні війська під час «Маршу єдності» в Мінську, 6 вересня 2020

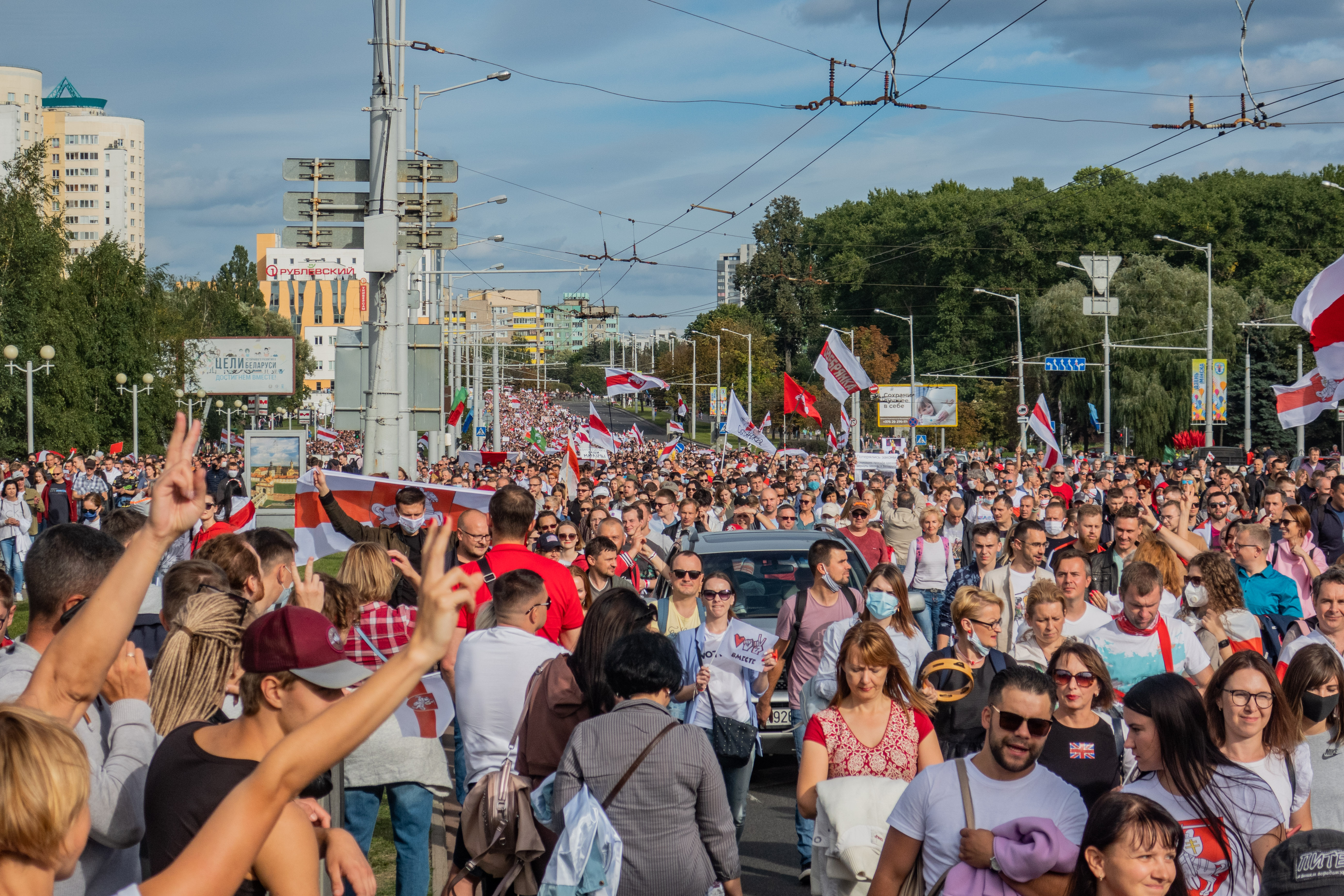
«Марш героїв» у Мінську, 13 вересня 2020

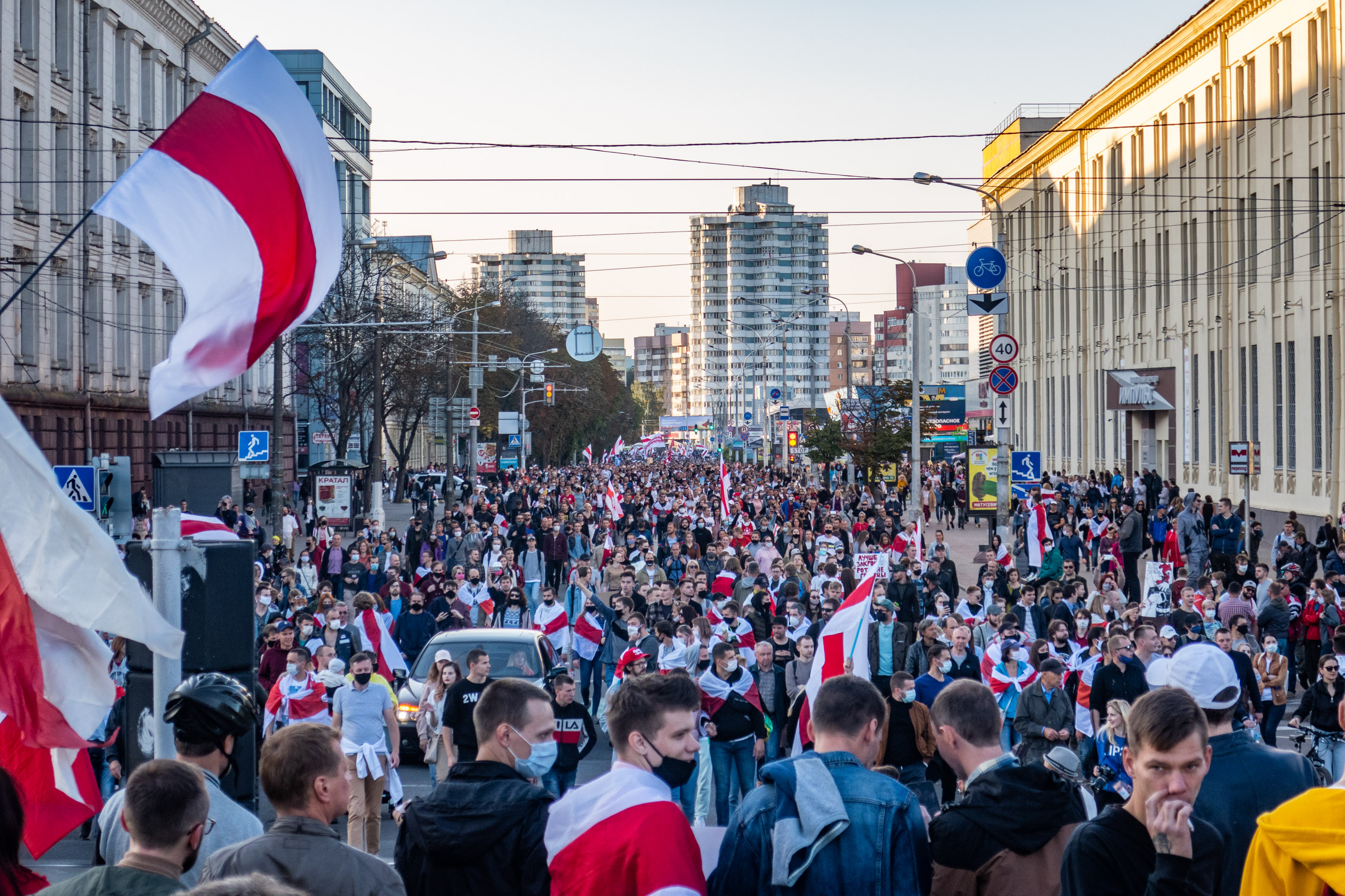
«Марш справедливості» в Мінську, 20 вересня 2020

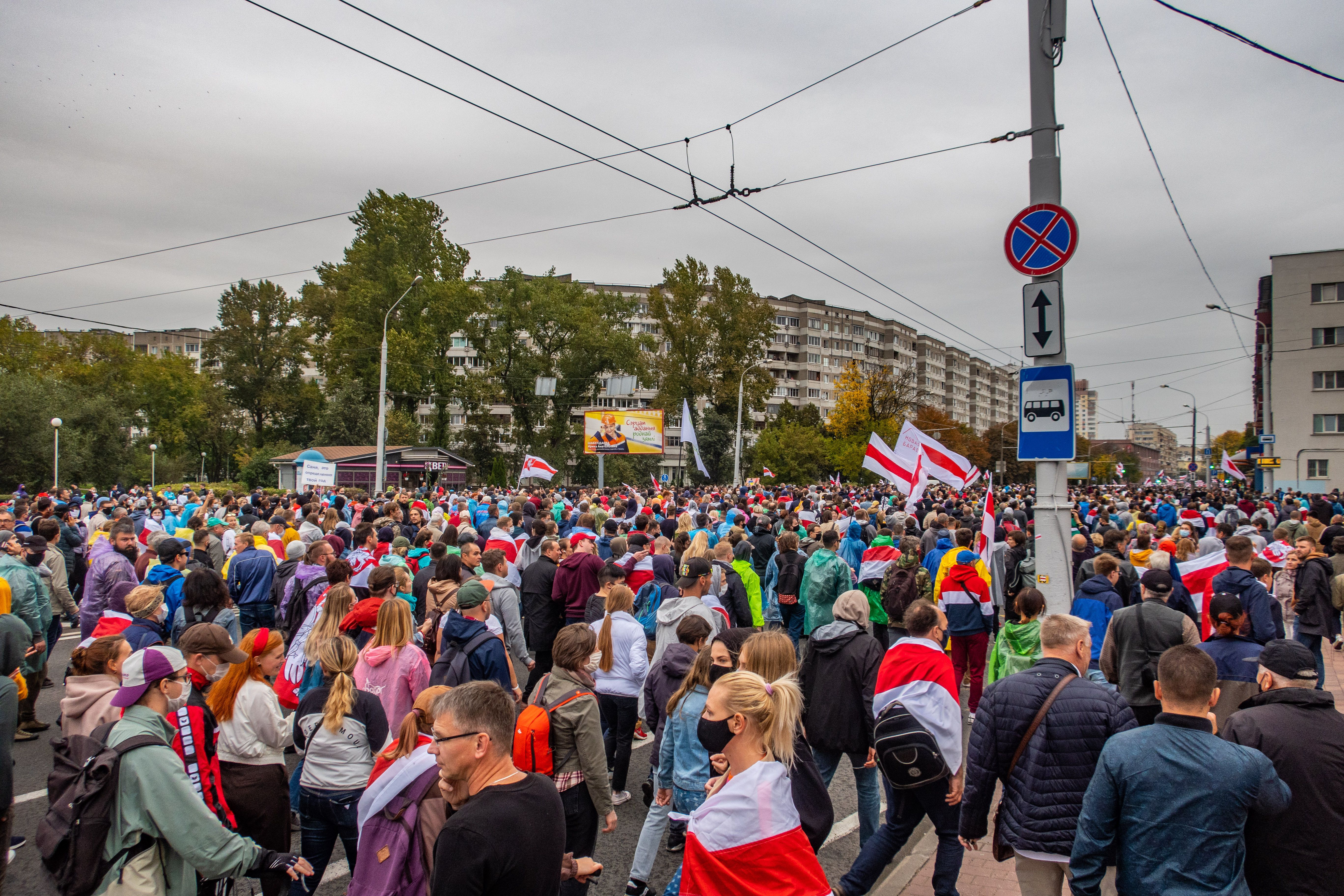
«Марш 97 %» у Мінську, 27 вересня 2020

Зранку 1 вересня в деяких містах Білорусі студенти різних навчальних закладів вийшли на страйки та акції солідарності. Найбільша кількість зібралася в Мінську, де зустрілися студенти БДУ, БНТУ, БДУІР, МДЛУ, БДУКМ, БДМУ та інших вишів. Силовики почали затримувати учасників акцій. Викладачі БНТУ забороняли студентам виходити на протести, будівлю ВНЗ заблокували силовики, не випускаючи студентів на вулицю. У Гродні міліціянти затримали чотирьох з 20 студентів Гродненського університету, що стояли на вулиці без плакатів чи гасел.
Управління Верховного комісара ООН з прав людини опублікувало доповідь, в якій розповіло про 450 задокументованих випадків катувань та жорстокого поводження з людьми під час акції протестів у Білорусі, а також про 6 зниклих без вісти, статус і місце перебування яких досі не відомі їхнім родичам.
2 вересня колективи Білоруської залізниці (понад 1000 працівників), Гродненського м'ясокомбінату (понад 800 співробітників) та Мозирського НПЗ (понад 1200 співробітників) опублікували відкриті листи, в яких засудили насильство з боку силовиків щодо мирних громадян, підтримали вимогу про відставку Лукашенка, а також закликали визнати вибори 9 серпня сфальсифікованими. Відкрите звернення з'явилося на сайті ліцею Білоруського державного університету, в якому колектив різко засудив насильство на території установи та порушення конституційних свобод.
Член президіуму Координаційної ради Павло Латушко повідомив, що він тимчасово покинув Білорусь і перебуває в Польщі.
В різних точках Мінська відбувалися марші та ланцюги солідарності. Комунальні служби за участі міліції та тихарів знищили стихійний меморіал на місці загибелі Олександра Тарайковського біля станції метро «Пушкінська», напис «Не забудзем» засипали сіллю. Це спровокувало акцію протесту, люди прибрали сіль. Кількох учасників акції затримали.
3 вересня понад 50 правцівників незалежних ЗМІ («БелаПАН», TUT.BY, «Комсомольска правда в Беларуси», «Трибуна», Onliner.by, «Єврорадіо», «Радіо Свобода» та ін.) прийшли до будівлі МВС Білорусі, щоб виразити солідарність із затриманими журналістами. Було затримано фотографа TUT.BY Дмитра Брушка. Акцію солідарності також провели студенти-медики, утворивши ланцюг солідарності біля БДМУ.
У керівництві силових відомств Білорусі (КДБ, Рада безпеки, Комітет державного контролю) відбулися перестановки.
6 вересня в різних містах Білорусі відбувся «Марш єдності». Протестувальники вийшли в Барановичах, Білоозерську, Бобруйську, Бересті, Вітебську, Вовковиську, Глибокому, Гомелі, Гродні, Жодині, Кобрині, Ліді, Ляховичах, Мінську, Могильові, Мозирі, Молодечні, Новогрудку, Новополоцьку, Орші, Полоцьку, Речиці, Світлогорську, Сморгоні, Солігорську та інших. Найбільша кількість людей вийшла в Мінську (за оцінками журналістів, від 170 до 200 тисяч осіб).
До Мінська було стягуто посилені наряди силовиків, БТР, водомети, перекрито підземні переходи. Багатотисячна колона мітингувальників прийшла до резиденції Лукашенка. Дорогу до резиденції було перекрито колючим дротом та спецтехнікою «Рубіж» на базі БРДМ-2. МВС та правозахисники повідомили про сотні затриманих. На проспекті Переможців, біля резиденції президента, міліціянти застосували газ проти мітингувальників.
За даними МВС Білорусі, цього дня було затримано понад 121 протестувальника, а правозахисники встановили імена 57 затриманих під час акції в Мінську на підтримку Колесникової, серед них 26 жінок.
7 вересня в центрі Мінська невідомі викрали учасницю Координаційної ради Марію Колесникову. Цього ж дня стало відомо, що золотовалютні резерви Білорусі протягом серпня скоротилися на 15,8 % (1,4 млрд $) — з 8,85 млрд до 7,45 млрд $.
8 вересня стало відомо, що Марію Колесникову, Антона Родненкова та Івана Кравцова намагалися депортувати в Україну. Колесникова порвала свій паспорт, після чого її офіційно затримали і перевезли в СІЗО. Їй інкримінують спробу захоплення влади. Родненков та Кравцов перетнули кордон і пізніше того ж дня дали пресконференцію в Києві.
13 вересня в багатьох білоруських містах відбувся «Марш героїв» (поза Мінськом, також у Гродні, Гомелі, Бересті, Ліді, Вітебську, Жодині, Кобрині, Могильові, Пінську та ін.). Ще до запланованого старту акцій силовики та люди в цивільному та балаклавах розпочали затримання по всьому Мінську. За попередньою інформацією, було затримано понад 400 осіб. У центрі Мінська протестувальники почали зводити барикади. Активісти принесли на вулицю Тімірязєва водоналивні блоки та інші підручні матеріали, рух транспорту вулицею вже обмежили. Крім того, за даними білоруських ЗМІ, у Бересті силовики застосували водомети. Напередодні вночі біля станції метро «Пушкінська» було відновлено напис «Не забудем, не простим!» на місці загибелі Олександра Тарайковського.
14 вересня в Сочі відбулася зустріч Лукашенка з Путіним, за підсумками якої Росія видала Білорусі кредит сумою в 1,5 млрд доларів США. Того ж дня на полігоні «Берестейський» стартували російсько-білоруські навчання «Слов'янське братство 2020», що триватимуть до 25 вересня. За офіційними даними, від Росії у них візьмуть участь близько 300 військових і близько 70 одиниць бойової та спеціальної техніки. Початково планувалася, що до навчання приєднаються також збройні сили Сербії, проте 9 серпня президент Сербії Александар Вучич заявив про відмову від участі через тиск Євросоюзу.
Планувалося, що 16 вересня стане днем національної акції солідарності. Деякі компанії вирішили припинити роботу й приєднатися до акції (серед них кав'ярні, бари, магазини одягу, центри друку, турфірми фотостудії та ін.). У Мінськ для обговорення питань двосторонньої військової співпраці прибула російська делегація на чолі з міністром оборони Сергієм Шойгу. Лукашенко запропонував продовжити військові навчання «Слов'янське братство». Крім того Лукашенко провів зустріч із «політичним активом країни» (вищими посадовцями, членами Ради республіки та депутатами Палати представників та ін.), на яку зібралося майже 300 осіб. У Гомелі відбувся похорон Олександра Вихоря, що загинув 12 серпня. На похорон зібралося кількасот людей.
17 вересня Європейський парламент прийняв резолюцію щодо ситуації в Білорусі, згідно з якою Лукашенка не визнають легітимним президентом країни, з вимогами ввести жорсткі санкції проти нього та його оточення. Також ЄП осудив гібридне втручання Росії у справи Білорусі. Сімнадцять держав-учасниць ОБСЄ вирішили створити групу експертів для вивчення ситуації з правами людини в Білорусі після президентських виборів.
18 вересня російський журналіст Юрій Дудь опублікував на своєму каналі «вДудь» в Youtube інтерв'ю з автором Telegram-каналу NEXTA Степаном Путилою.
19 вересня в Мінську під час протестів було затримано щонайменше 320 людей, частину з них було відпущено, також у Мінську проходив традиційний жіночий марш з вимогою проведення нових виборів та покарання всіх причетних до вбивств та катування протестувальників.
20 вересня по всьому Мінську було багато військової техніки, деякі площі обгородили по периметру, а о 14:33 було відключено мобільний інтернет. Попри перешкоди з боку силовиків, протестувальники пройшли маршем центральними вулицями (близько 100—150 тис. осіб). Аналогічні акції відбулися в інших містах країни. За офіційними даними, було затримано 442 особи, з них 266 — у Мінську.
23 вересня Лукашенко провів інавгурацію в Палаці незалежності, про яку не повідомляли заздалегідь і яку не транслювали. На події не було представників інших країн. За словами деяких присутніх, вони дізналися про інавгурацію безпосередньо в Палаці незалежності. У центр Мінська було стягнуто війська та ОМОН. Ближче до 18:00 в багатьох містах почалися протести (зокрема, в Мінську, Гродні, Бересті, Могильові, Солігорську, Столині, Гомелі, Жодині, Борисові, Сміловичах, Барановичах, Поставах, Полоцьку, Молодечні та інших), було затримано щонайменше 360 осіб. У Мінську протести розганяли водометами, застосовували сльозогінний газ. Уряди багатьох країн заявили, що не визнають інавгурацію легітимною, а Лукашенка — президентом (зокрема Німеччина, Словаччина, Литва, Латвія, Чехія, Україна та Данія). Член президіуму Координаційної ради з передачі влади Павло Латушко заявив, що Рада вступить у переговори з прем'єр-міністром країни.
26 вересня в Мінську відбувся суботній жіночий марш. Влада намагалися перешкодити його проведенню, блокуючи площі та закриваючи станції метро. Відбувалися також інші акції солідарності в різних містах. Загалом цього дня у Мінську було затримано щонайменше 124 людини, в регіонах — 12.
В неділю 27 вересня було заплановано провести «народну інавгурацію» Тихановської у відповідь на таємну інавгурацію Лукашенка раніше цього тижня. За оцінками ЗМІ, в Мінську на вулиці вийшло понад 100 тисяч осіб. Загалом по країні цього дня затримали понад 350 людей.
29 вересня Світлана Тихановська зустрілася у Вільнюсі з президентом Франції Емануелем Макроном. Основною темою розмови була можливість організації переговорів про проведення нових виборів президента Білорусі. Після завершення розмови Макрон заявив, що готовий виступити посередником в урегулюванні політичної кризи в Білорусі.
30 вересня головна редакторка найбільшого білоруського інформаційного порталу TUT.BY Марина Золотова розповіла, що Міністерство інформації Білорусі з 1 жовтня позбавляє їх на три місяці статуса ЗМІ. Це не дозволить керівництву TUT.BY найближчим часом відправляти своїх журналістів для висвітлення вуличних акцій протесту.
Міністр закордонних справ України Дмитро Кулеба заявив, що українська влада перестане називати Олександра Лукашенка президентом після 5 листопада, коли офіційно завершаться його попередні повноваження.

### Жовтень

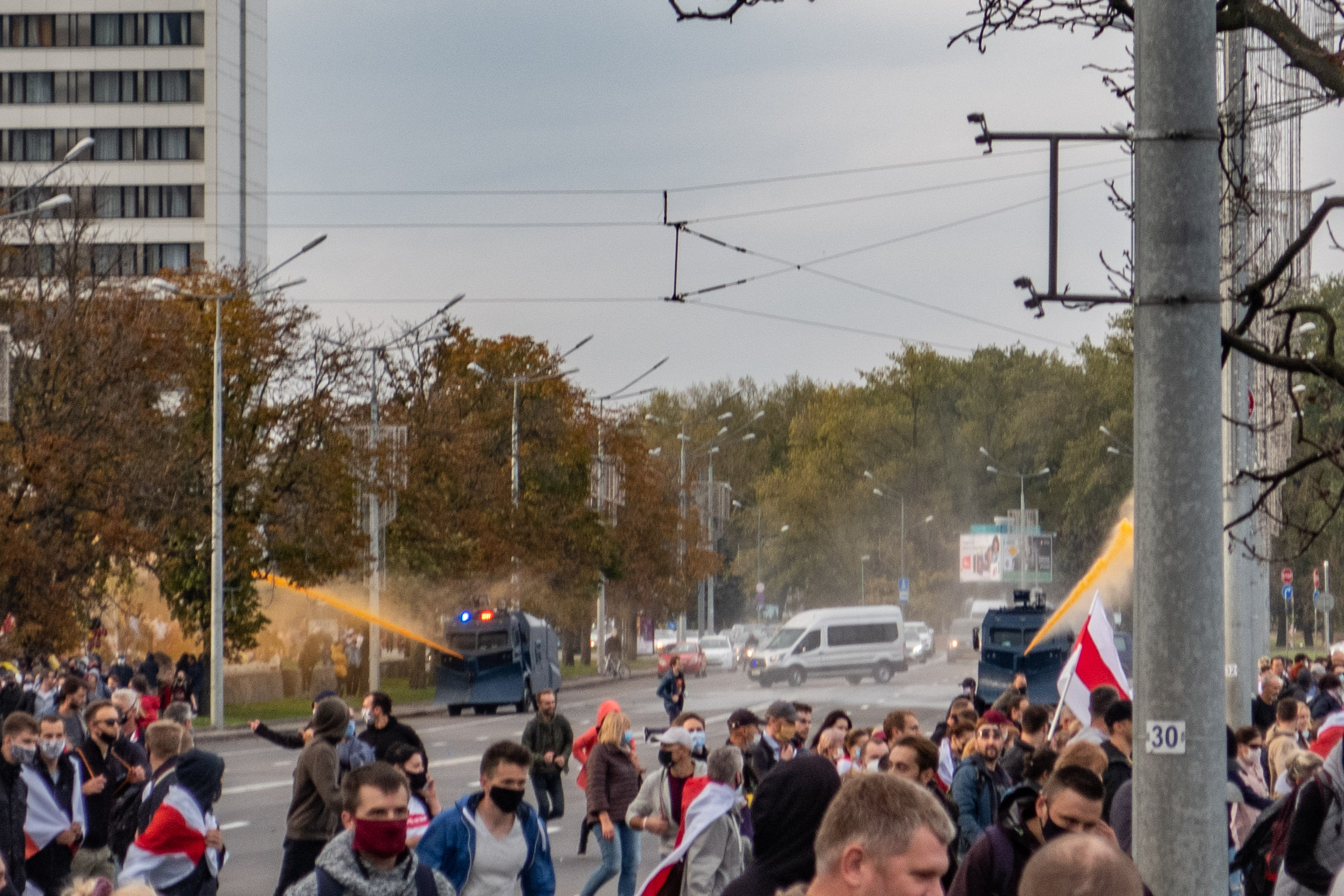
Водомети розганяють протестувальників у Мінську, 4 жовтня 2020

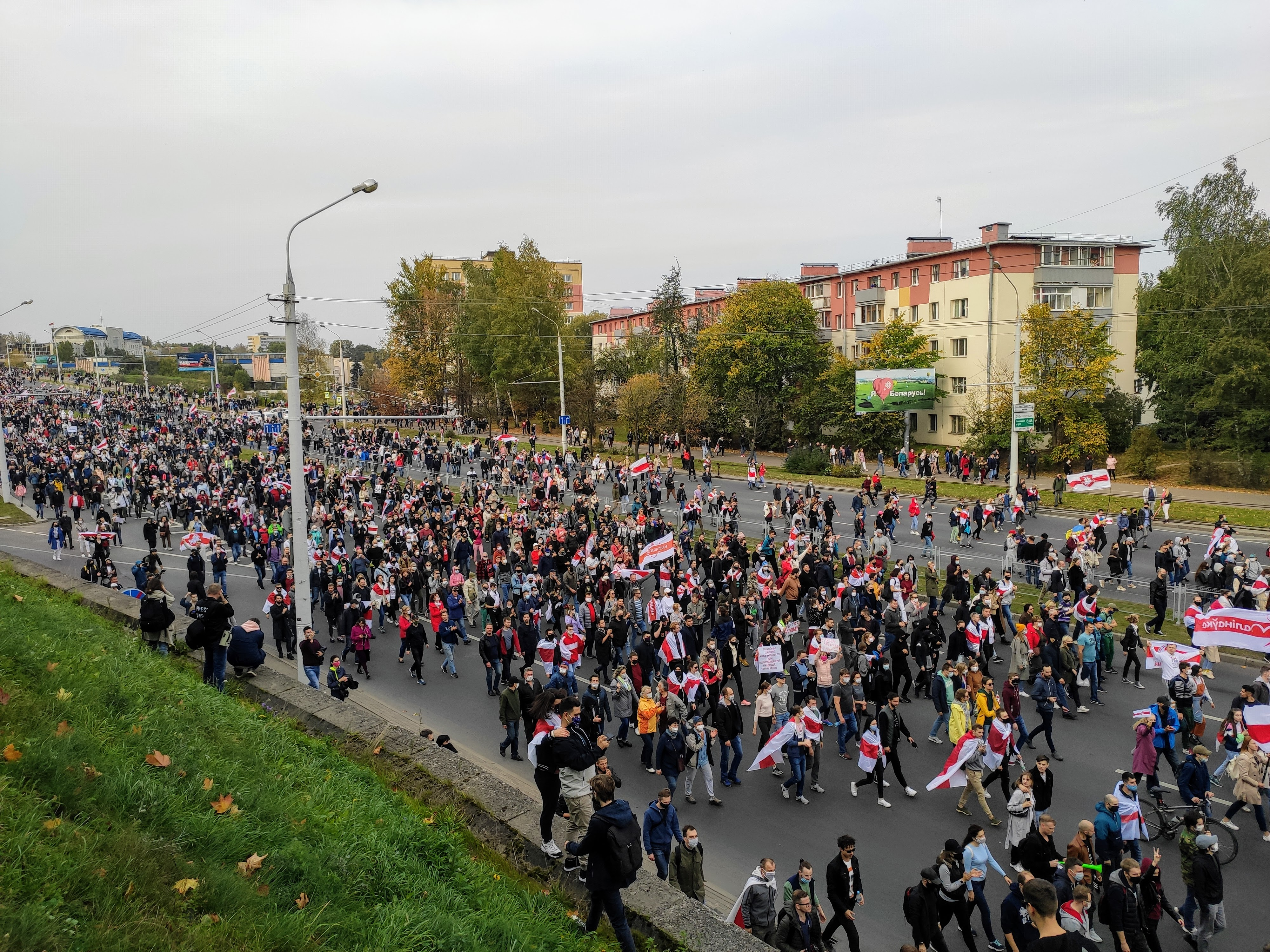
«Марш звільнення політв'язнів» у Мінську, 4 жовтня 2020

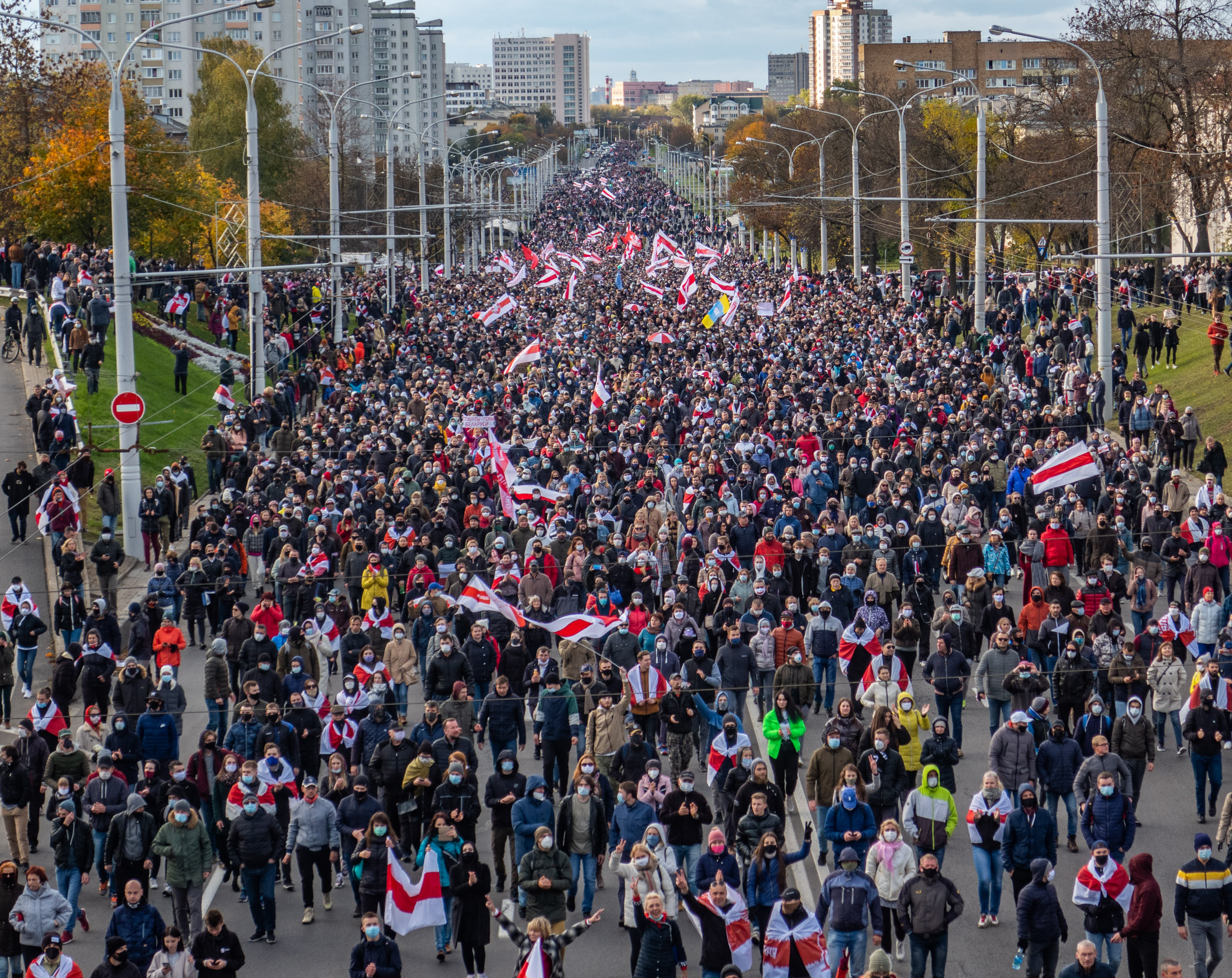
«Партизанський марш» у Мінську, 18 жовтня 2020

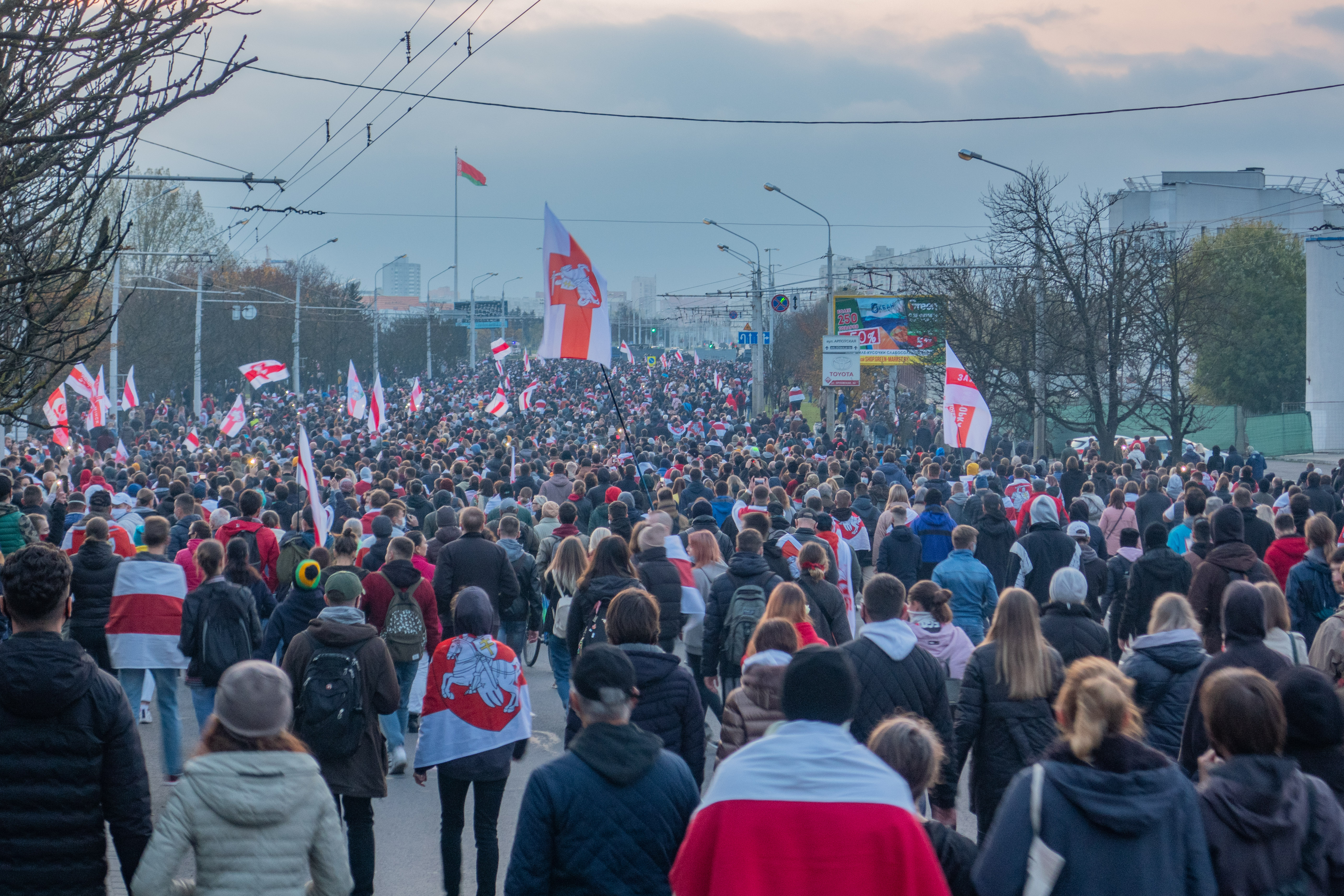
«Марш „Народний ультиматум“» у Мінську, 25 жовтня 2020

1 жовтня лідери країн ЄС погодили санкції щодо близько 40 офіційних осіб Білорусі, відповідальних за фальсифікацію виборів та порушення прав людини; санкції вступають у силу з 2 жовтня. Президент Франції Макрон підкреслив, що ЄС не ввів санкцій проти особисто Лукашенка, оскільки це підірвало би вимогу Брюсселя почати діалог з опозицією за посередництва ОБСЄ і звільнити політв'язнів.
3 жовтня, аби запобігти масовим затриманням на традиційних суботніх жіночих маршах, протестувальники змінили тактику і цього разу рухалися поодинці та невеликими групами вздовж всього проспекту Незалежності. Протестна акція отримала назву «Світла субота. Квітковий демарш прекрасних жінок» і тривала дві години. Протестувальники свідомо відмовилися від демонстрації національного прапора, а в руках несли тільки квіти, що були обв'язані червоними чи білими стрічками; дехто мав одяг або парасолі червоно-білих кольорів. Попри це силовики патрулювали проспект у посиленому режимі. За офіційними даними, в Мінську було затримано 11 осіб; на акції в Солігорську було затримано близько 20 осіб, зокрема журналістів. У Гомелі було затримано головну редакторку місцевого видання «Сильні новини» (рос. Сильные новости) Анну Якштас разом з її чоловіком Денисом, що також працює в цьому ЗМІ.
В лікарні швидкої допомоги Мінська помер 41-річний Денис Кузнєцов, якого 29 вересня було доставлено туди з ізолятора на Акрестіна з численними травмами (переломами та пошкодженням внутрішніх органів). За офіційними даними, його затримали за дрібне хуліганство, а травми він отримав через падіння з верхнього ліжка в камері.
4 жовтня в Мінську та інших містах Білорусі о 14:00 почалася протестна акція «Марш звільнення політв'язнів». Цього разу силовики змінили тактику. На дорогах Мінська більше не було мікроавтобусів із невідомими в масках, а всі сили було стягнуто безпосередньо до місця планованого збору учасників в районі вулиці Неміги та проспекту Переможців (зокрема були водомети та бронетехніка). Влада тимчасово закрила станції метро «Площа Перемоги», «Жовтнева», «Купалівська», «Площа Леніна», «Неміга», «Фрунзенська» та «Якуба Колоса»; було відключено мобільний інтернет; закрили велику кількість торгових центрів та громадських закладів.
За оцінками «МБХ медиа», на вулиці Мінська вийшло понад 100 тисяч людей. Протестувальники дійшли до СІЗО, де утримували і били учасників перших протестних акцій у серпні, і обклеїли стіни та двері ізолятора листівками і плакатами з фотографіями затриманих і вбитих, а також зображенням біло-червоно-білого прапора. Колона скандувала «Випускай!», «Скільки коштує совість?», «Вбивці!». За даними правооборонного центру «Вясна», цього дня на акціях було затримано 220 осіб.
5 жовтня біля Червоного костела в Мінську зібралося близько 180 пенсіонерів. Багато хто прийшов із квітами і плакатами «Іди геть!», «Не вірю Лукашенку, БТ і RT», «Пенсіонери за зміни», з іконками. Вони прочитали псалом і пішли колоною повз Будинок уряду, вздовж проспекту Незалежності до Жовтневої площі, де утворили ланцюг солідарності. Пенсіонери вигукували гасла «Живе Білорусь!» та «Іди геть!», біля будинків МВС і КДБ — «Караєва під суд!», «Свободу нашим внукам!», а також «Бабусі проти насилля, дідусі проти ОМОНу». Через якийсь час люди рушили до площі Якуба Колоса через площу Перемоги. Біля Лінгвістичного університету пенсіонери вигукували «Діти нага гордість». На площі Якуба Колоса вони поклали квіти біля пам'ятника письменнику і почали розходитися.
6 жовтня в Берліні Світлана Тихановська зустрілася з канцлеркою Німеччини Анґелою Меркель.
На суботу 10 жовтня було анонсовану жіночу протестну акцію «Жіночий демарш проти політичних репресій». Як і минулого тижня, протестувальники рухалися поодинці й невеликими групами вздовж мінського проспекту Незалежності. Акція тривала з 15:00 до 18:00, силовики постійно знімали всіх на відео. Акції солідарності з білорусами відбулися в багатьох містах світу.
Лукашенко приїхав у СІЗО КДБ і протягом 4,5 годин обговорював із Віктором Бабариком та іншими політв'язнями «зміни до Конституції Білорусі». Заарештованому блоґеру Сергію Тихановському дозволили подзвонити дружині Світлані. Це була їхня перша розмова після арешту Сергія 29 травня в Гродні. Кіберпартизани зламали сайт meteo.by, а також низку ресурсів профспілок державних підприємств. Протягом цього дня міліціянти затримали понад 500 людей за участь у протестах.
11 жовтня, о 14:00, в Мінську та інших містах Білорусі почалася протестна акція «Марш честі». Напередодні влада стягнула до столиці спецтехніку, автозаки та водомети; бл. 13:50 було відключено мобільний інтернет. Силовики намагалися перешкодити окремим групам людей об'єднатися в колону біля стели «Мінськ — місто-герой». Також затримували журналістів, загалом — понад 30 представників ЗМІ. Для розгону протестувальників застосували світлошумові гранати та водомети з помаранчевою рідиною. Протестувальників били невідомі в балаклавах, спортивних костюмах та ОМОН. Попри це, близько 15:00, протестувальникам вдалося зайняти проїжджу частину проспекту Переможців у районі Палацу спорту і рушити в напрямку Неміги. Загалом було затримано понад 700 учасників протестів.
12 жовтня вдруге відбувся Марш пенсіонерів; цього разу людей було більше — кілька сотень. Колона пройшла від площі Незалежносі до Академії наук. Біля 1-ї лікарні підтримати пенсіонерів вийшли лікарі. Силовики почали їх затримувати, пенсіонери спробували відбити затриманих; невідомі в балаклавах використали спецзасоби (світлошумові гранати, травматичну зброю, сльозогінний газ). Схожі акції людей пенсійного віку відбулися в Бересті, Гомелі та Гродні.
14 жовтня, коли в Білорусі традиційно святкують День матері, в Мінську близько 100 жінок зібралися на площі Незалежності біля Червоного костелу. Вони пройшли колоною до площі Якуба Колоса, скандуючи «Свободу нашим дітям!» та інші протестні гасла.
Серед акцій 17 жовтня в Мінську були традиційний Жіночий марш (колона пройшла від станції метро «Схід» до площі Якуба Колоса), студентський «Марш молодсті» (пройшли вздовж вулиці Козлова), а також жіночий демарш (протест без прапорів). За даними МВС, цього дня «за участь у несанкціонованих масових заходах» було затримано 58 осіб, зокрема 43 особи — на студентському марші в Мінську.
18 жовтня в Мінську відбувся «Партизанський марш». Влада зранку почала стягувати в столицю спецтехніку (зокрема військову), головні площі міста було перекрито, бл. 13:50 відключили мобільний інтернет. Люди збиралися на початку Партизанського проспекту. Колона пройшла за маршрутом велозавод — пр. Партизанський — ринок «Тутэйшы» — пр. Партизанський — вул. Ванєєва — пр. Рокосовського — вул. Малініна. На перехресті пр. Партизанського з вул. Жилуновича до протестувальників під'їхали силовики, вони стріляли гумовими кулями. На відміну від двох попередніх недільних маршів, цього разу влада не використовувала водометів. Акції відбулися також у інших містах країни. Загалом цього дня було затримано щонайменше 253 особи.
19 жовтня відбувся традиційний марш пенсіонерів.
24 жовтня вібулися традиційні жіночі марші. В Мінську близько 200 дівчат пройшли від скверу Симона Болівара до ЦУМу. Було затримано щонайменше 14 осіб. Схожі акції відбулися також у Гродні, Дзержинську, Завславлі та інших містах країни.
25 жовтня В Мінську та інших містах відбувся протестний марш «Народний ультиматум». В Гомелі невідомі підпалили один кіоск «Табакерка» і спробували підпалити інший. За даними «Вясни», по всій на акціях протесту було затриманно щонайменше 314 осіб. За офіційними даними МВС Білорусі, — 523 особи (зокрема в Мінську 160 осіб).
У Ліді Гродненської області міліціянти застосували сльозогінний газ та провели десятки затримань протестувальників. У Мінську міліціянти використовували світлошумові гранати, було чути постріли, надвечір почалися розгони протестувальників на вулиці Орловській. Всього протягом доби міліціянти провели понад 500 затримань, у Білорусі пройшло 19 протестних акцій.
26 жовтня низка компаній розпочала національний страйк: деякі оголосили вихідні дні, деякі — безстрокові канікули. Здебільшого це стосувалося Мінська, але надходили повідомлення про аналогічні акції в регіонах. Також на протест вийшли робітники державних підприємств «Гродно Азот», МТЗ, МЗКТ, «Атланта», «Белкоммунмаша», Мінський електротехнічний завод, Стройтреста № 4 та деяких інших. Відбувалися також традиційні акції протесту.
28 жовтня стало відомо, що студентів, які беруть участь у протестах, почали відраховувати з університетів після того, як попереднього дня Лукашенко закликав керівництво вишів таким чином боротися з протестами.
29 жовтня почали надходити повідомлення про те, що білоруська митниця закрила пункти пропуску на в'їзд до країни (навіть для громадян Білорусі). Причиною називали погіршення епідеміологічної ситуації. Міністр закордонних справ Литви Лінас Лінкявічус повідомив, що навряд чи кордон закрили через ситуацію з коронавірусом, оскільки по дипломатичним каналам ніяких повідомлень не надходило. Лукашенко звільнив міністра внутрішніх справ Юрія Караєва та його заступника Олександра Барсукова, що керували розгонами мирних демонстрацій останнім часом. Новим міністром МВС став Іван Кубраков.
31 жовтня в режимі онлайн відбувся «Всесвітній конгрес білорусів». Це перша така подія за останні 26 років.

### Листопад
1 листопада в Білорусі розпочалося проведення протестної акції під назвою «Діди. Марш проти терору», яку присвятили до Дня поминання, що відзначають 2 листопада. Цього дня традиційно з 1988 року відбувається хода від центру Мінська до урочища Куропати на околицях столиці — місця, де було поховано жертв сталінських репресій. Цього року хода почалася біля Парку Челюскінців. Силовики зігнали в місто військову та спецтехніку, намагалися затримували учасників ходи. Кілька тисяч людей дійшло до Куропатів.
5 листопада платформи «Голос», «Зубр» та «Честные люди» представили підсумковий звіт про вибори президента Білорусі. На основі опрацьованих протоколів було зроблено висновок, що вибори було сфальсифіковано. Лукашенко нагородив та підвищив низку керівників силових відомств.
8 листопада у Мінську та інших містах країни відбулися протестні акції під назвою «Марш Народовладдя». У столиці люди почали збиратися біля ратуші, на площі Свободи та на вулиці Неміга, після чого рушили до стели «Мінськ — місто-герой». У місті було тимчасово закрито центральні станції метро, до центру міста почали стягувати військову техніку, а на Жовтневій площі і площі Незалежності було встановлено огорожі і закрито всі станції третьої лінії метро. За даними правозахисного центру «Вясна», цього дня було затримано більше тисячі осіб.
11 листопада невідомі в балаклавах на «Площі Змін» (неофіційна назва подвір'я на вулиця Червякова в Мінську, що стало символом протесту) побили місцевого мешканця Романа Бондаренка, що намагався заважати їм знімати з парканів розвішані протестувальниками біло-червоно-білі стрічки. Непритомного Бондаренка відвезли до Центрального РУВС, звідки його доправили до лікарні швидкої допомоги. Наступного дня Бондаренко помер.
12 листопада кілька тисяч людей зібралося на «Площі Змін» для вшанування пам'яті загиблого напередодні Романа Бондаренка. В Мінську та інших містах відбулися стихійні акції солідарності з убитим.
15 листопада в Мінську та інших містах відбулася акція «Я виходжу», присвячена загиблому 12 листопада Романові Бондаренку. Силовики жорстоко розігнали учасників акції. Приблизно о 15:00 за місцевим часом силовики та люди в цивільному оточили протестувальників на «Площі Змін» та привезли водомети. Площу повністю «зачистили» приблизно за 9 хвилин, десятки людей відвели до автозаків, деяких затримували досить жорстко та забирали «на руках». Силовики також розбили принесені людьми лампадки та зірвали біло-червоні прапори. Згідно повідомлення правозахисного центру «Вясна», кількість затриманих під час акцій протесту в Білорусі сягнула 1289 осіб.
20 листопада МВС Білорусі заявило про затримання адміністраторки Telegram-каналів «Мая Краіна Беларусь», «Беларусь 24», «Баста», «Беларусь головного мозга» та «Элехтарат».
22 листопада відбулася акції під загальною назвою «Марш проти фашизму». Цього разу формат був іншим: опоненти влади закликали людей збиратися опівдні в дворах, а потім вирушати до районних точок збору, звідки йти спільним маршем. Групи до кількох сотень людей формувалися фактично в усіх районах Мінська. По ходу руху їх зустрічали співробітники силових органів, проводячи затримання учасників. За даними правозахисного центру «Вясна», було затримано понад 363 осіб.
29 листопада міліціянти стягнули до центра Мінська спецтехніку та встановили огорожі, щоб завадити протестам. Протестувальники провели протести в багатьох районах столиці, було сформовано близько 20 колон, акції протесту носили назву «Марш сусідів», на що силовики відповіли застосуванням сили та арештами. Було затримано щонайменше 40 протестувальників, серед затриманих — член Координаційної ради Дмитро Крук. Загалом протягом цього дня було затримано майже 400 осіб.

### Грудень
6 грудня протести відбувалися в форматі «дворового маршу»: демонстранти влаштовували не одну велику акцію, а велике число місцевих, що змушувало силовиків розпорошувати свої сили. У Мінську таких акцій відбулися десятки в різних частинах міста. Люди збиралися в своїх дворах і йшли невеликими колонами до визначених у кожному мікрорайоні пунктів. Були проблеми з доступом до інтернету, зокрема до месенджера Telegram/. Міліція Мінська повідомила про затримання близько 300 осіб. Правозахисна група «Весна» навела імена принаймні 310 затриманих по всій Білорусі (в основному, в Мінську), інші активісти називають уже не менш ніж 380 імен. Крім Мінська, акції протесту відбулися, зокрема, в Бересті, Вітебську, Гомелі, Гродні та інших містах і містечках країни.
7 грудня в Мінську було проведено «марш пенсіонерів», під час якого міліціянти затримали 10 осіб.
12 грудня понад сто діючих і колишніх силовиків та військових Білорусі підписали відкритого листа, в якому закликали провести нові вибори «як єдиний спосіб розв'язання кризи, об'єднання суспільства, відновлення в країні верховенства права та законності».
13 грудня, опівдні стартувала акція протесту «Марш народного обвинувачення». На акції протесту в Мінську, силовики розганяють колони активістів, також відбуваються затримання. Всього, в ході акцій протесту в неділю у Мінську затримано більше 300 осіб.
14 грудня в Мінську проведено черговий «марш пенсіонерів» або «марш мудрості». Близько сотні пенсіонерів зібралися на Майдані Незалежності в Мінську з національними прапорами. Проспект було перекрито, тому вони почали мітингувати на площі, ходили навколо ялинки і кричали «Іди геть!» та «Хай живе Білорусь!». Площу оточили жовті автобуси і маршрутки з силовиками, марш було розігнано, всього було затримано 106 мітингувальників.
18 грудня стало відомо, що МВС Білорусі і Росгвардія домовилися на тлі протестів співпрацювати в сфері охорони громадського порядку і забезпечення безпеки, а також по боротьбі з тероризмом і екстремізмом. Співпрацювати сторони домовилися в формі консультацій, семінарів, конференцій та навчально-методичних зборів, в підготовці кадрів, проведенні спільних навчань. Станом на 19 грудня, 15 жителів Білорусі звернулося до влади України щодо політичного притулку, станом на цей день, у жодному з випадків не було винесено жодного рішення.
20 грудня у Білорусі було затримано 149 учасників акції протесту «Марш народного трибуналу». 120 осіб із затриманих — з Мінська, решта — з інших населених пунктів Білорусі. 20 чоловік протягом дня — відпустили. Затримання відбулися в Мінську, Новополоцьку, Гродно, Борисовичі та інших містах. Представники МВС Білорусі заявили, що було створено базу даних учасників протестів, до якої начебто включили користувачів чатів, адміністраторів telegram-каналів та інших причетних.
24 грудня в Мінську жителі районів Східного, Зеленого Лугу та району вул. Калиновського вишикувалися у ланцюг солідарності, жителі Південно-Західного району пройшли районним маршом. Також марші прошли в містах Новополоцьк, Слуцьк. В Заславлі містяни вийшли на акцію солідарності, з плакатами в руках «У новий рік — без Лукашенка!».
27 грудня протягом всього дня проходили недільні марші та пікети в містах: Мінськ, Гродно, Берестя, Жодино та інші. У різних місцях протестуючі запускали в небо білі і червоні повітряні кулькі, танцювали в костюмах Діда Мороза, в протестних цілях використовуються новорічні привітання. Всього затримано приблизно 16 чоловік.

## 2021
3 січня у Мінську пройшла перша недільна акція протесту за 2021 рік.
10 січня в Білорусі також почалося з протестних акцій, як у різних районах Мінська, так і точково по країні, в тому числі в Бресті, Могильові, Гродно. У Мінську міліціянти почали затримувати учасників протестів. Близько 50 активістів в Києві на Майдані Незалежності організували ланцюг солідарності з білорусами.
13 січня було повідомлено про зникнення журналіста та медіа-менеджера Андрія Олександрова, колеги журналіста повідомили, що останній раз з ним зв'язувались 12 січня о 14:00, після цього зв'язок зник, його телефон вимкнено, на зв'язок не виходить також його дівчина. Пізніше стало відомо, що Андрій перебуває в Кастричницькому РУВД Мінська. Чому його затримали — невідомо. Дівчина Андрія також перебуває у в'язниці Акрестіна.
17 січня, вранці, селище Тракторозаводське та велосипедна фабрика «Шаріки» і Боровляни вийшли на марш. Акції відбувались також у різних містах. В центрі Гродно було затримано генерального директора ТОВ «Квінфуд» Валерія Загорського. ОМОН вважав, що маска з «Погонею» на обличчі Загорського була неправильною. Зараз підприємець і відомий меценат перебуває у Ленінському РОВД Гродно. Окрім Загорського, на вулиці Радянській були затримані щонайменше ще троє людей. За прапор із «Погонею» на хуторі затримали інвестора Валерія Остринського.
23-24 січня протести продовжилися в Мінську, Бресті та Гродно, було затримано понад 150 людей, протестувальники проводили «ланцюги солідарності» з політв'язнями.
27 березня протести продовжилися, до центру Мінська було стягнуто спецтехніку, протягом цього дня було затримано щонайменше 245 осіб, більшість із них — жителі Мінська.
3 травня Павло Латушко, один з лідерів білоруської опозиції, заявив, що опозиція планує провести масштабні акції протесту 9 травня 2021 року по всій Білорусі.